# Pintura del realisme

El taller del pintor, de Courbet, quadre de 1855 que va donar origen a la definició del moviment.

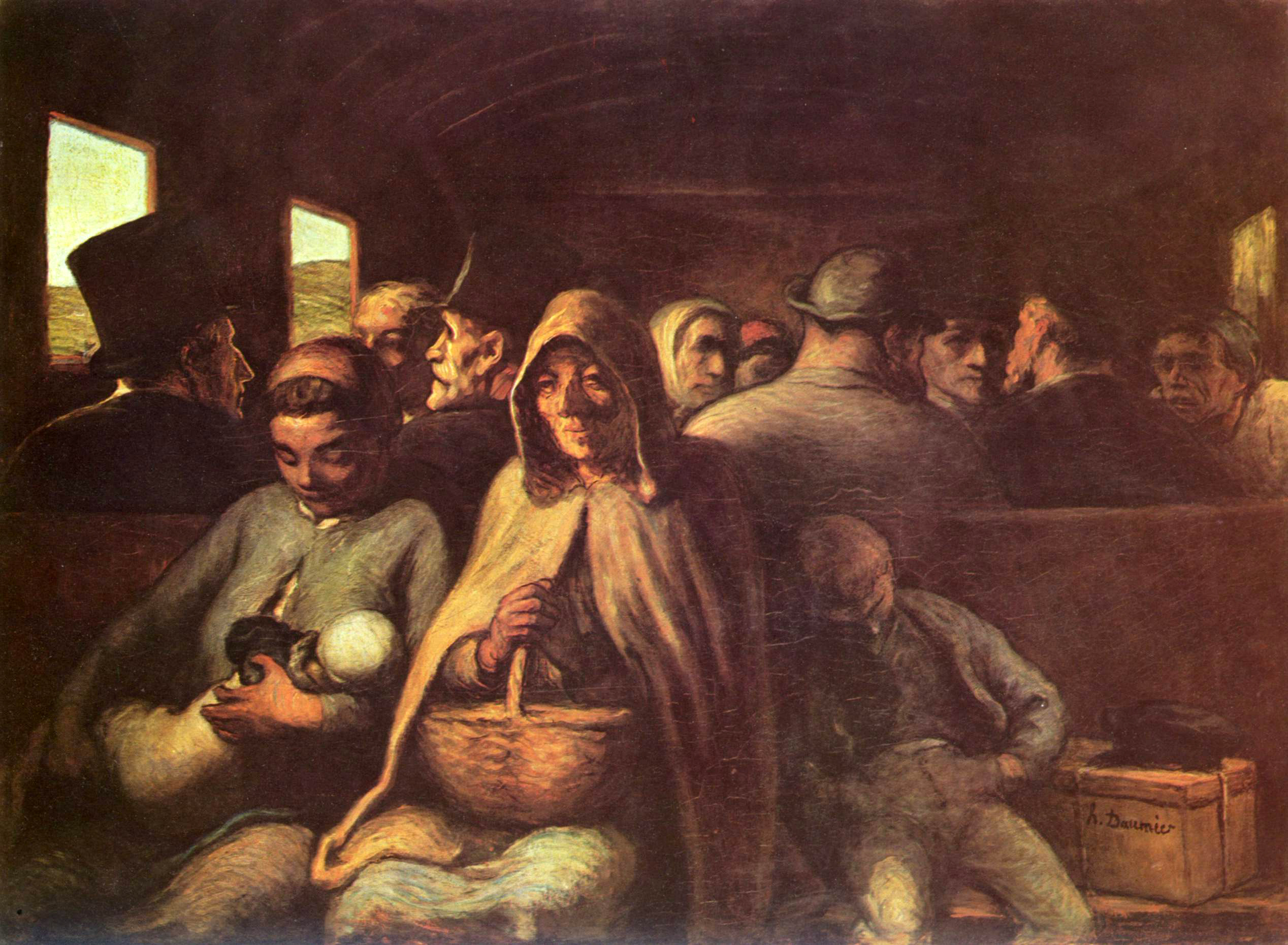
El vagó de tercera, de Daumier, 1862.

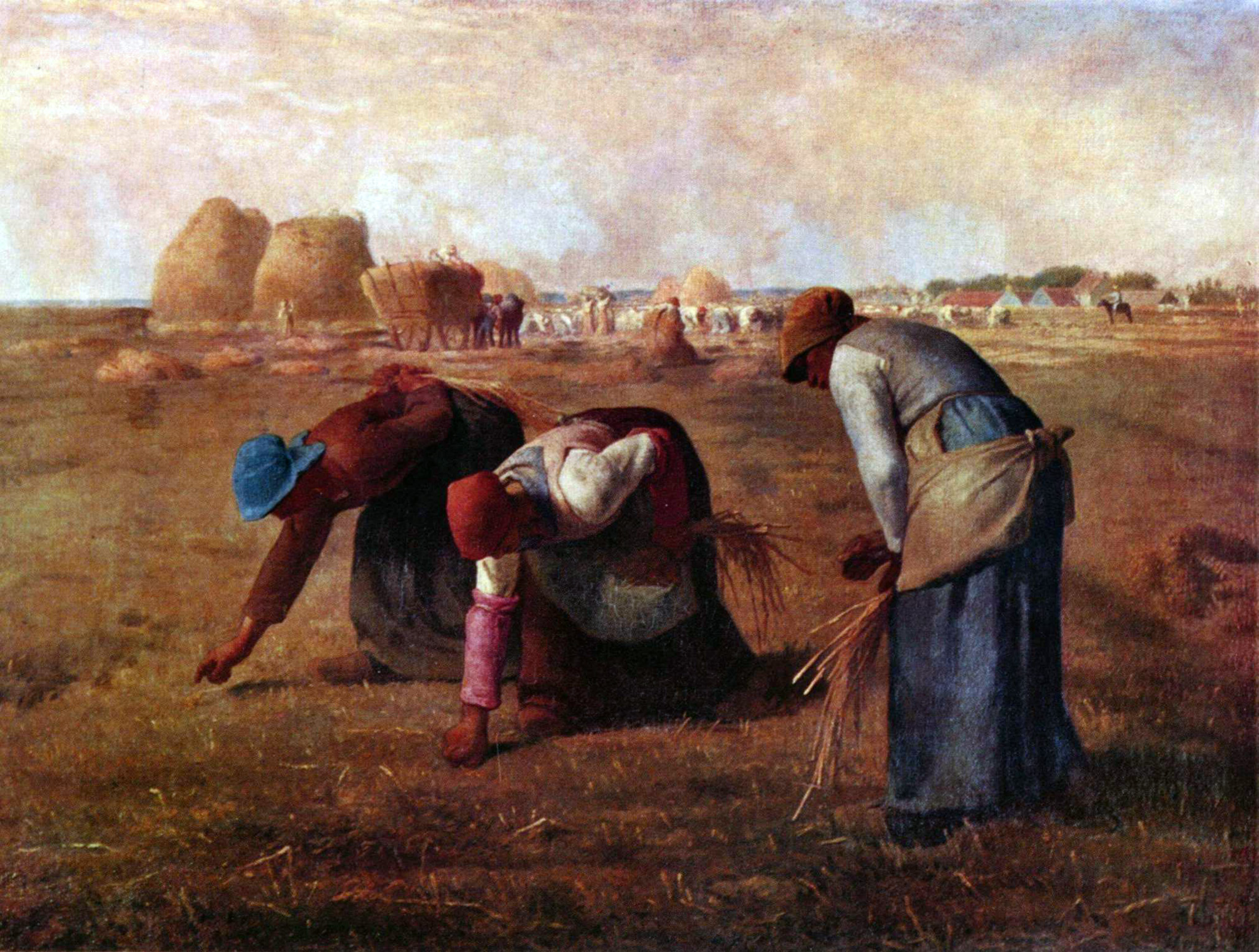
Les espigadores, de Millet, 1857.

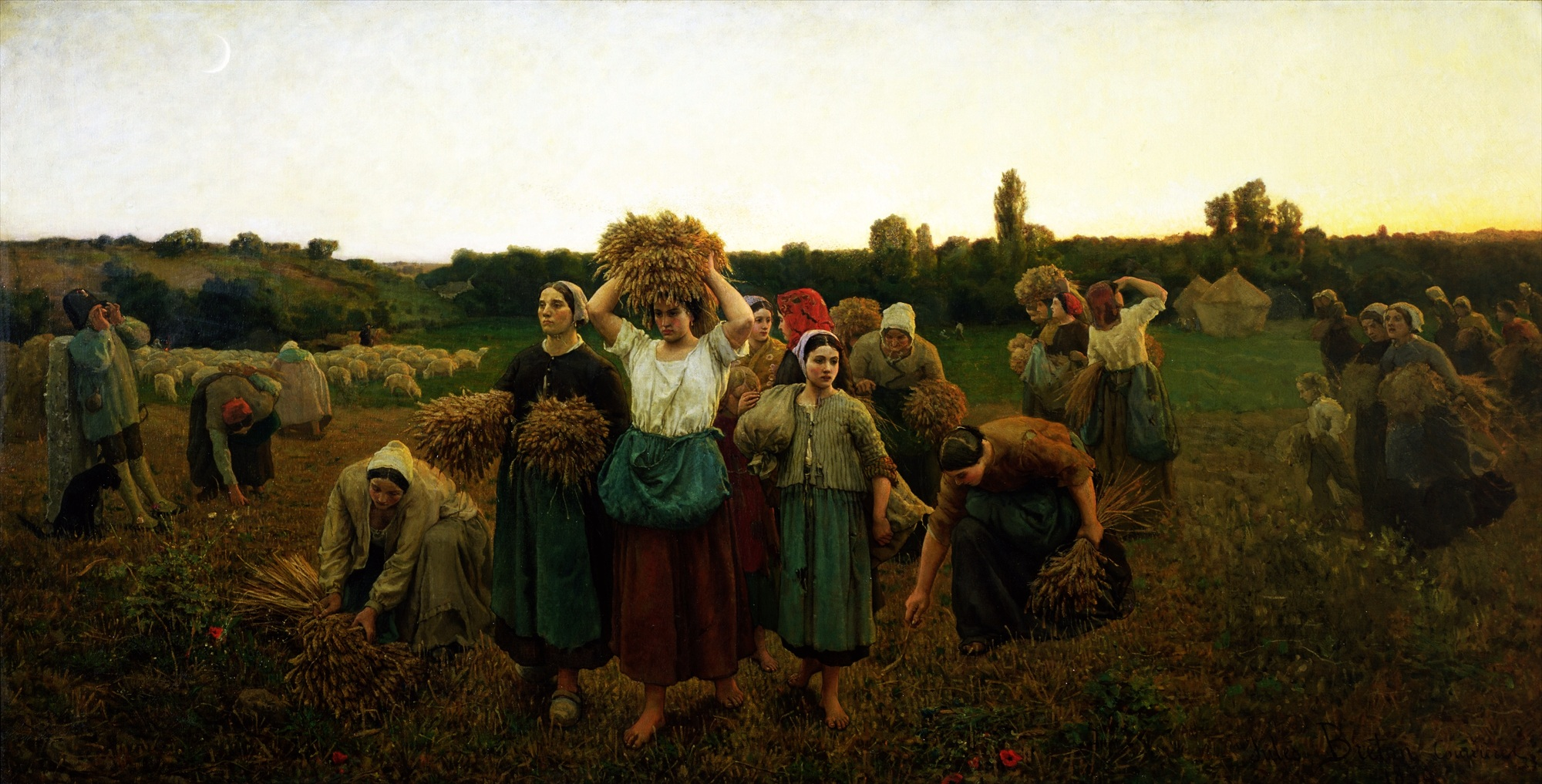
La retirada de les espigadores, de Breton, 1859.

La pintura del realisme és la denominació d'un estil o moviment pictòric que va tenir lloc a França a mitjan segle xix, el principal representant del qual és Gustave Courbet. El mateix pintor va ser qui va encunyar el terme quan va donar nom al pavelló que va fer construir per a una provocativa exposició de 1855, alternativa al Saló de París, sota el títol «Realisme». Allà va exposar la seva obra El taller del pintor, considerada el manifest de l'estil, que va provocar un sonor escàndol en els mitjans artístics pel seu antiacademicisme i la seva cruesa, que es qualificava d'obscenitat. Posteriorment, hom va identificar amb el moviment, Honoré Daumier, Jean-François Millet i Jules Breton, especialment, i també d'altres pintors com ara Jean-Louis-Ernest Meissonier, Henri Fantin-Latour, Thomas Couture, Jean-Léon Gerome, entre d'altres.
El crític d'art Jules Champfleury va definir teòricament l'estètica del moviment.
Se solen identificar els principis estètics del realisme pictòric amb els del realisme literari contemporani (Honoré de Balzac). El compromís amb les classes baixes i els moviments polítics d'esquerra (en el context de la revolució de 1848) va marcar la sensibilitat social i ideològica d'aquest grup de pintors realistes, que connectaria amb el vessant més compromès socialment del realisme literari: el naturalisme posterior (Émile Zola).

## Realisme francès delseglexixenfront del realisme en les arts
No s'ha de confondre el realisme com a estil o moviment pictòric amb el realisme en les arts, un principi general que pot trobar-se en molt diferents estils artístics al llarg de la història de la pintura.

## Realisme i escola de Barbizon
El realisme pictòric francès està íntimament connectat amb l'anomenada Escola de Barbizon, de temàtica paisatgista, a la qual pertanyia Millet, i que incloïa pintors com Théodore Rousseau, Jean-Baptiste Camille Corot i Charles-François Daubigny.

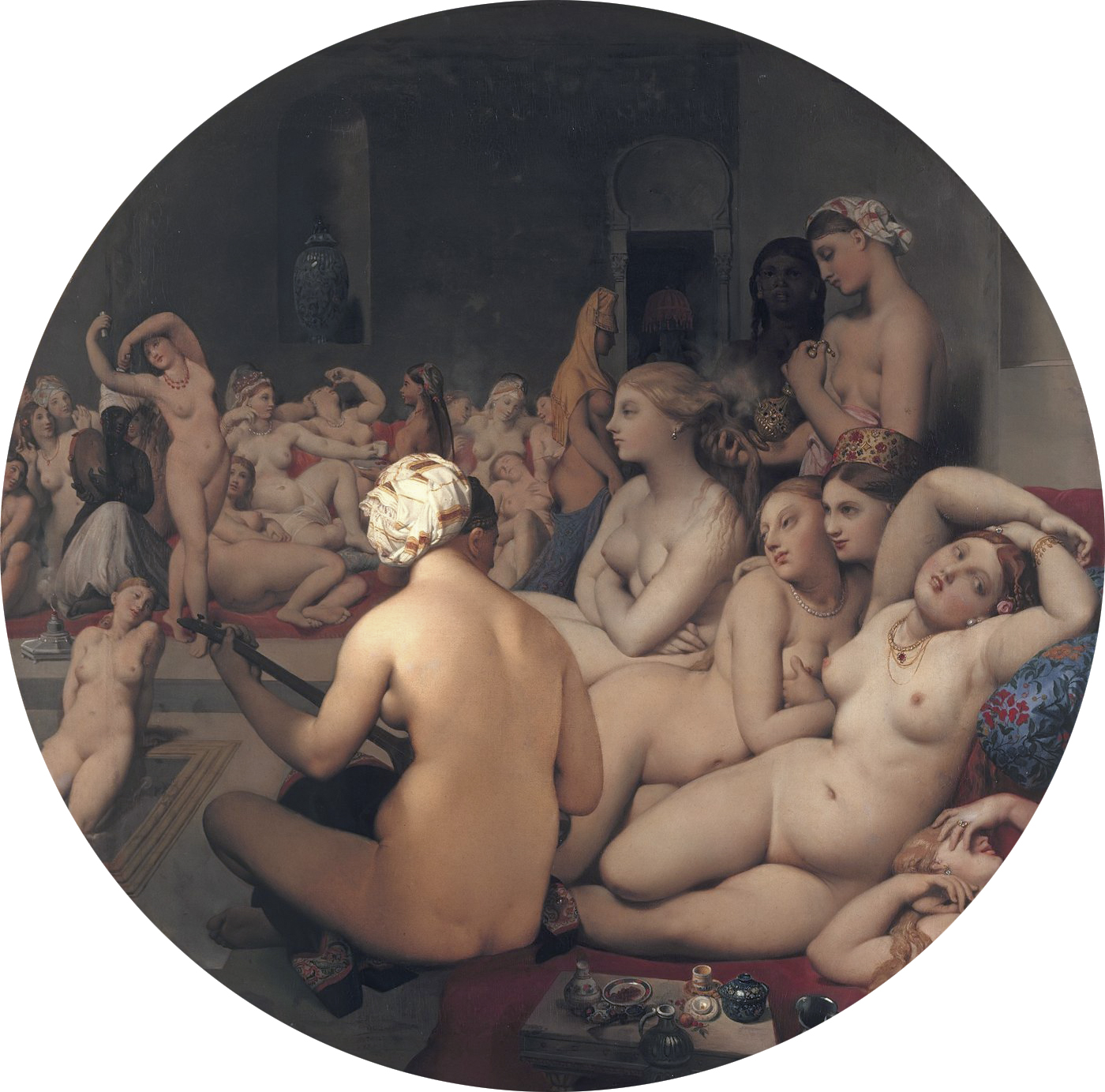
El bany turc, d'Ingres, 1862.

## Realisme davant romanticisme i academicisme
Ja des d'èpoques anteriors, s'apreciava un cansament dels valors romàntics i el desig, entre els artistes més inquiets, d'incorporar les experiències més directes i objectives en les seves obres. El procés és gradual, encara que ràpid, i entre el romanticisme pictòric i el realisme s'estableix una continuïtat, però els seus plantejaments ideològics i formals seran molt diferents.
També s'estableix una relació complexa entre el realisme i l'academicisme de la pintura neoclàssica, ja que encara hi ha entre tots dos una competència evident. També és cert que s'influeixen mútuament. Així, encara que els pintors realistes siguin exclosos de les grans mostres oficials, la pintura acadèmica evidencia una atenció major cap a l'observació directa de la natura i la realitat del moment.
També en la pintura francesa, com en les altres escoles nacionals, molts pintors són identificats amb una certa classe de "realisme" sense pertànyer al moviment realista de Courbet, com ara el realisme costumista d'inspiració fotogràfica d'Émile Friant. També l'academicista Jean-Léon Gérôme va ser un ferm defensor de la fotografia, la qual considerava capaç de treure a la llum la veritat.

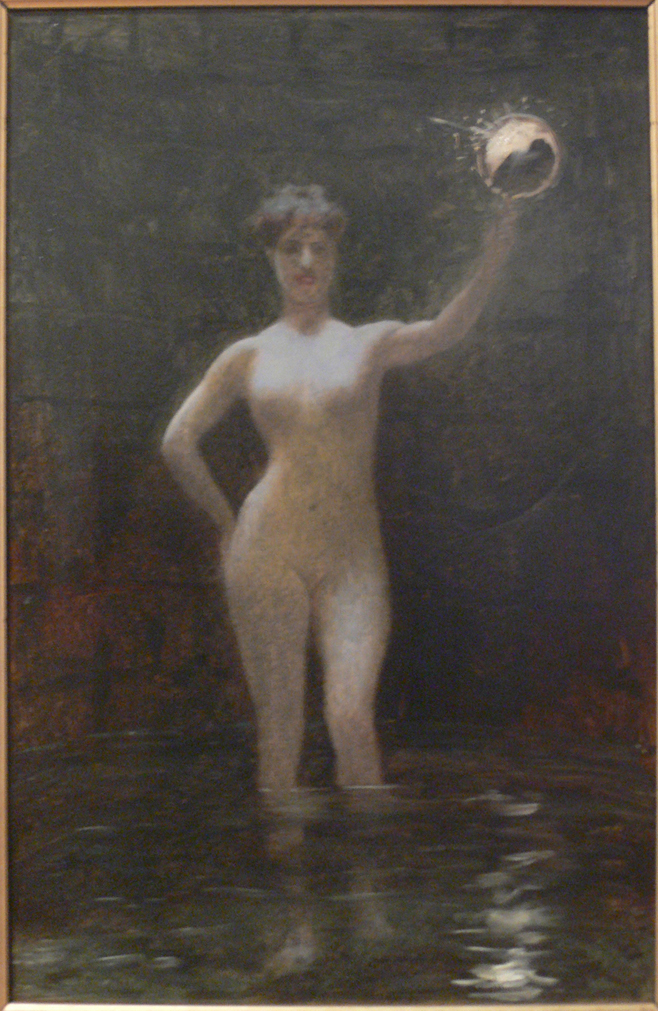
La Vérité au fond d'un Puits, de Gérome (va realitzar diverses versions més del mateix tema).
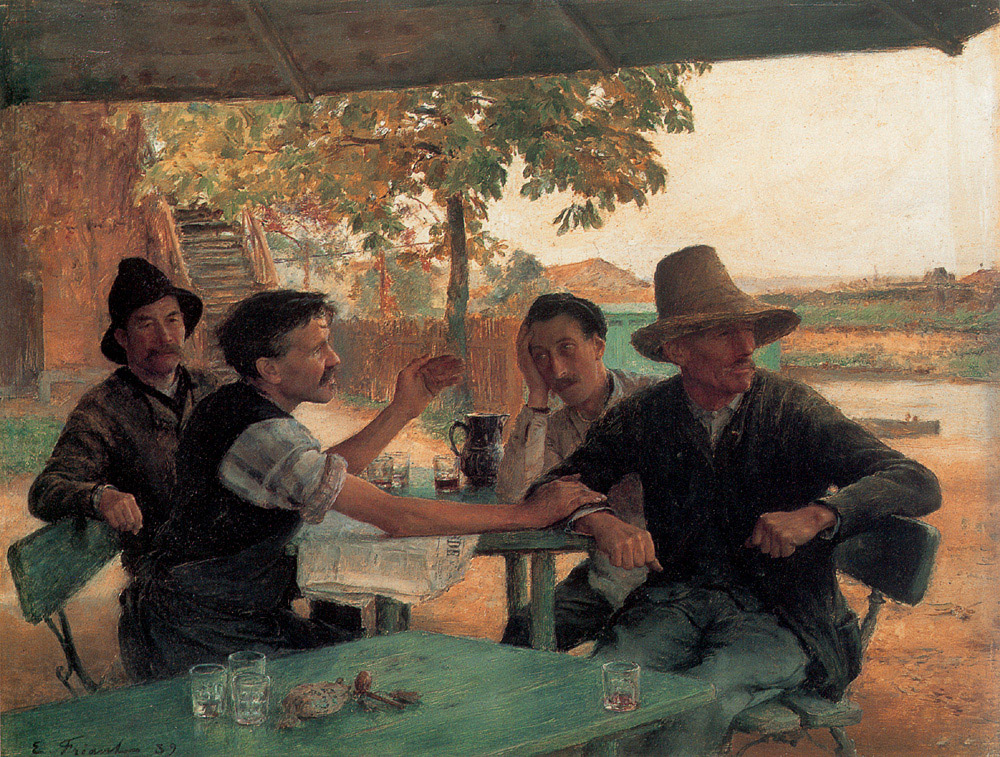
La Discussion politique, de Friant.
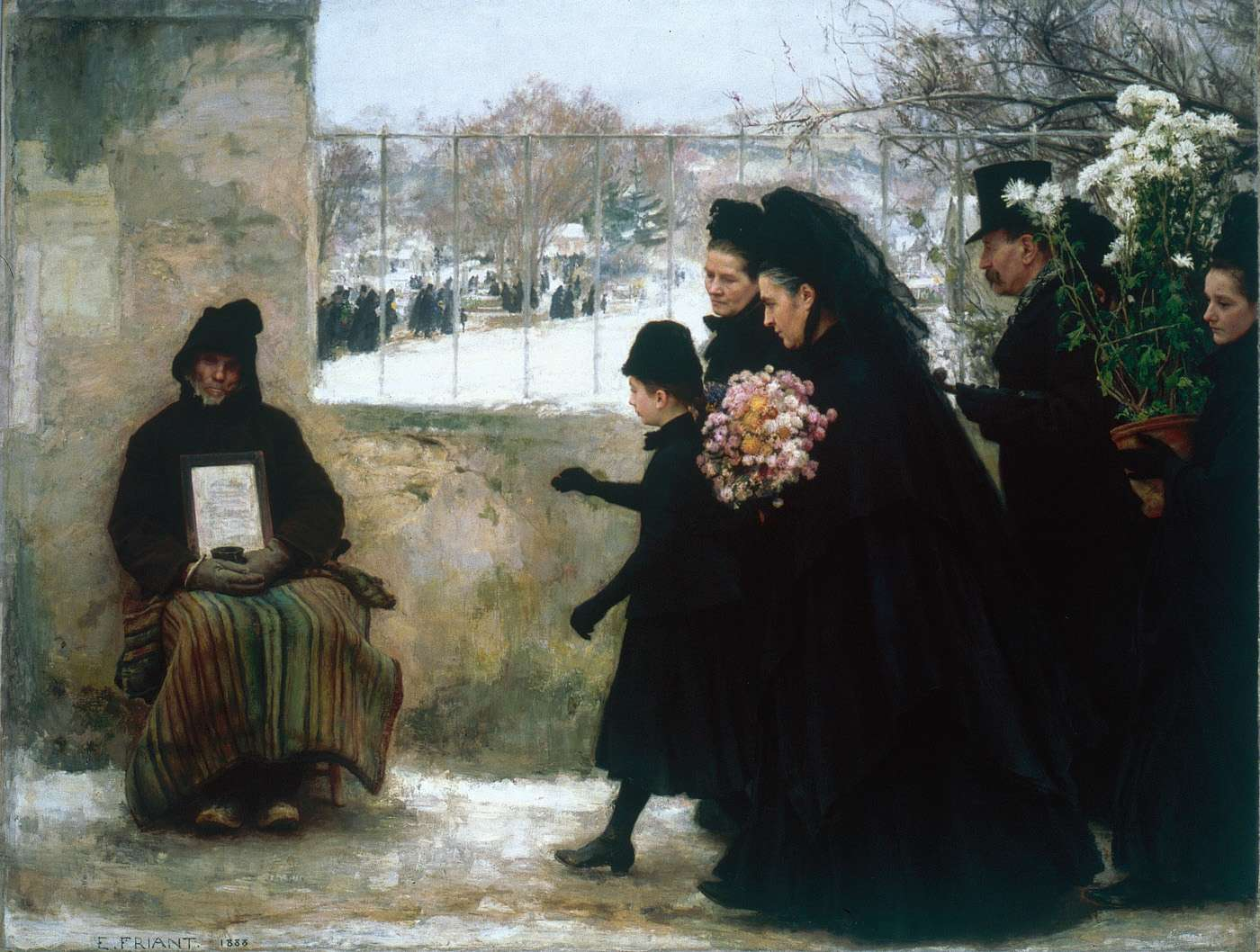
La Toussaint, 1888, de Friant.
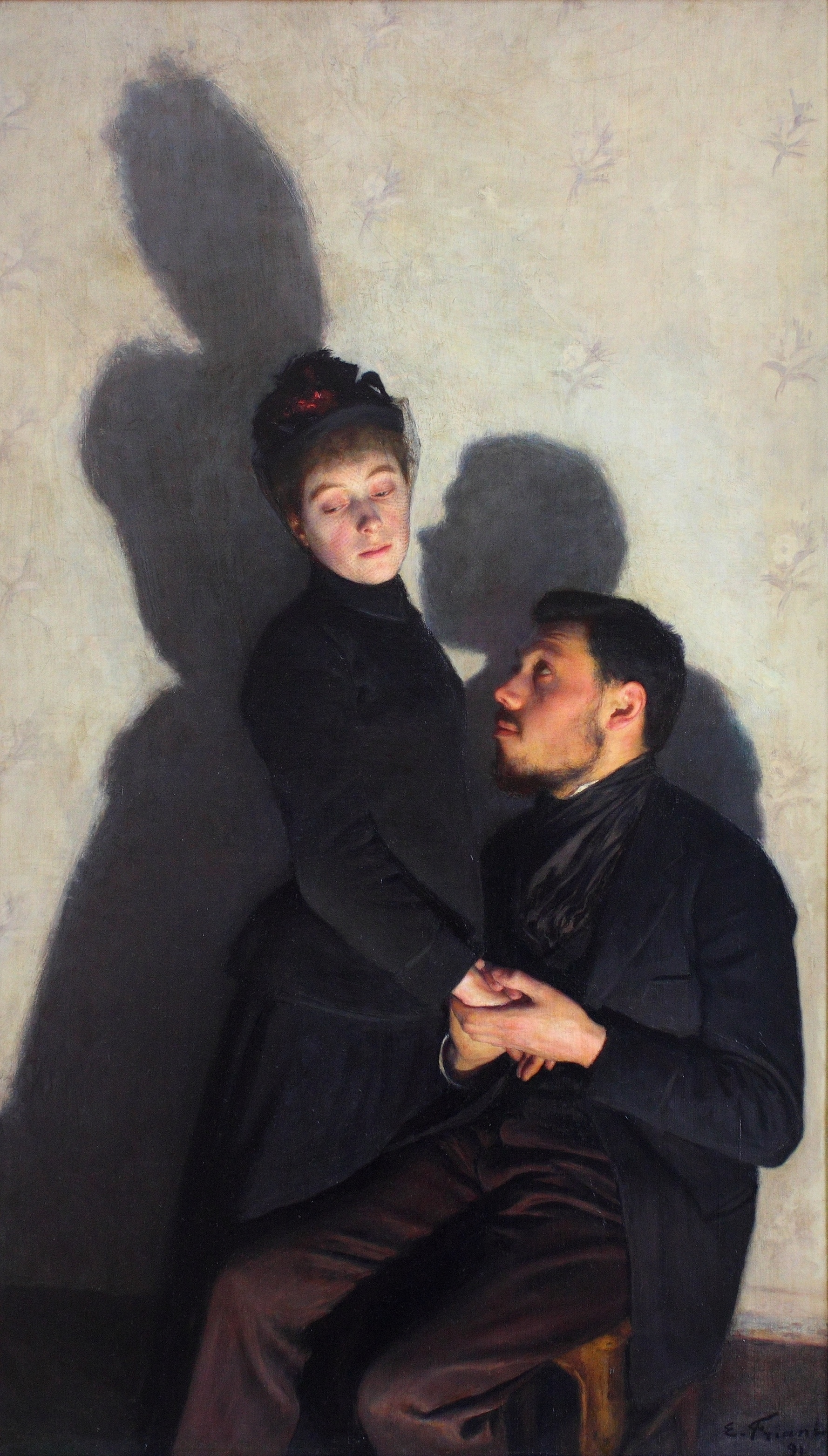
Ombres portées, 1891, de Friant.

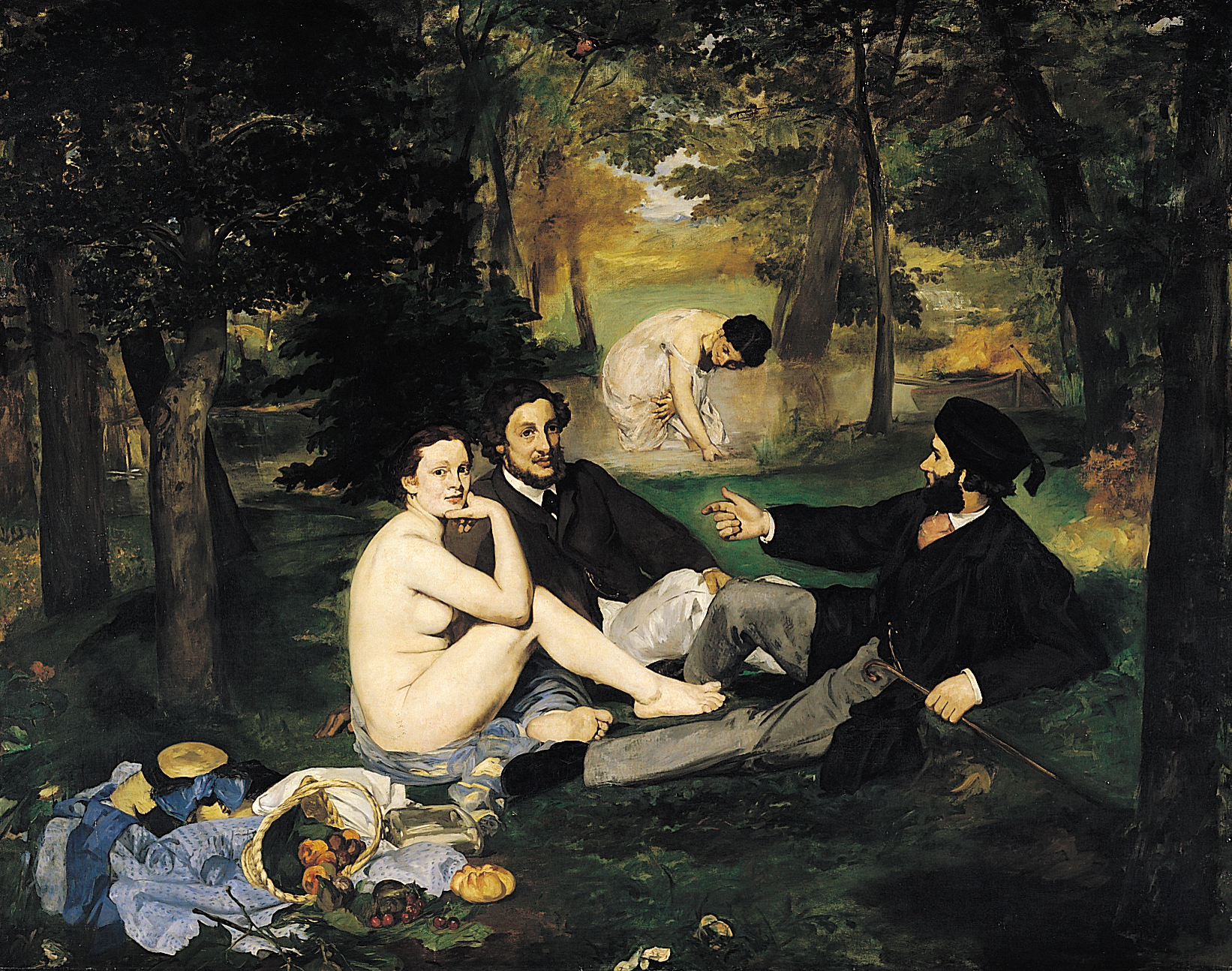
Le Déjeuner sur l'herbe de Manet, 1863.

## Realisme davant impressionisme: Manet
El fluid de la transició entre els dos moviments va quedar exemplificat amb la trajectòria artística d'Édouard Manet, el precursor de l'impressionisme, que en realitat no responia a les convencions tècniques del tractament de la llum i el color dels impressionistes.

## Realisme en altres països

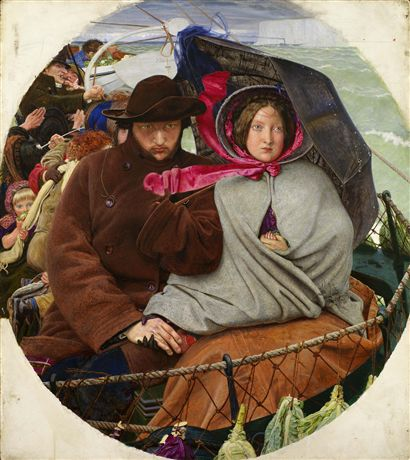
Última mirada a Anglaterra, de Ford Madox Brown, 1852-1855.

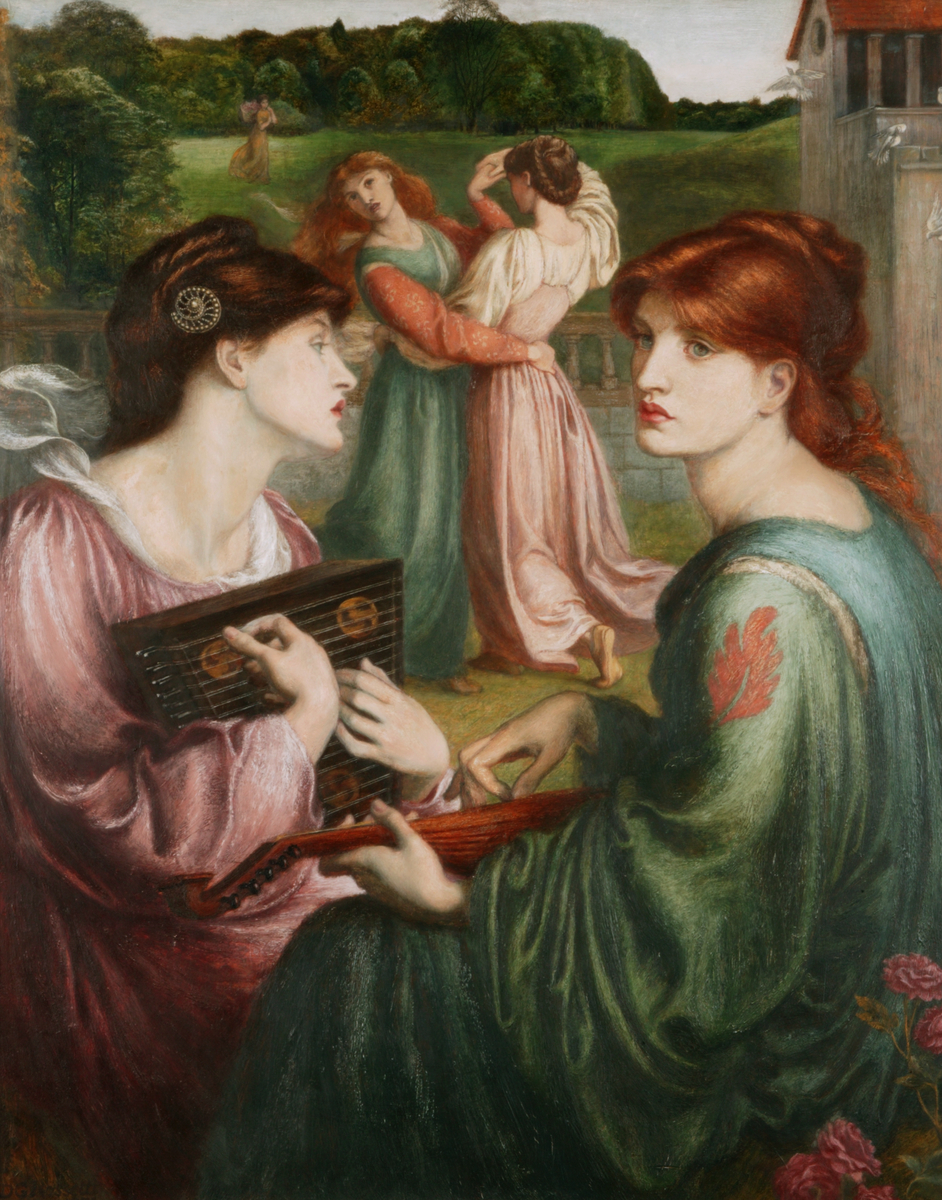
The Bower Meadow, de Dante Gabriel Rossetti, 1877.

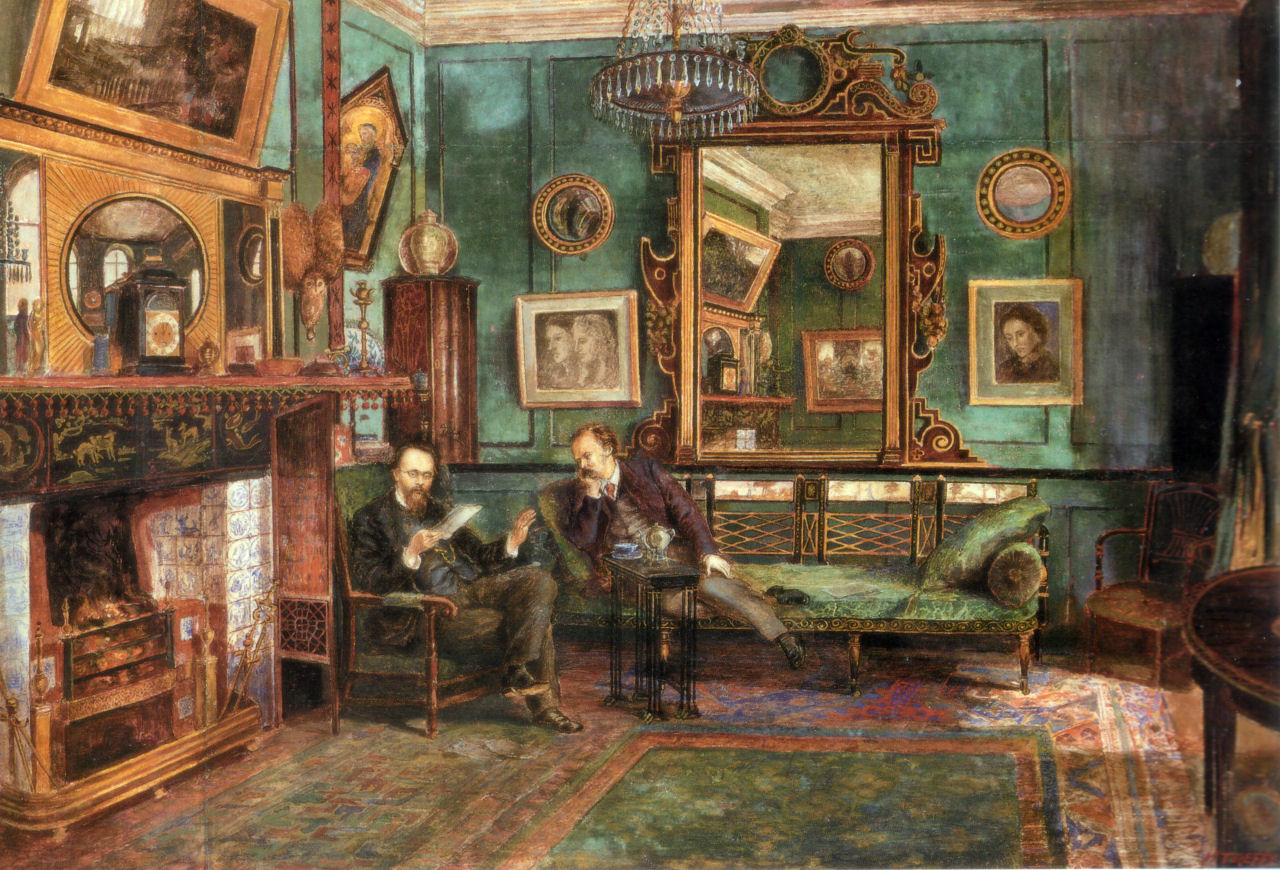
Dante Gabriel Rossetti llegint Sonnets and Ballads a Theodore Watts Dunton, de Henry Treffry Dunn, 1882.

És problemàtica l'aplicació de l'etiqueta realista als pintors d'altres escoles nacionals. Molt sovint es fa amb criteris cronològics per englobar els pintors de mitjan segle xix. Encara que s'incorri en la impropietat d'incloure autors, l'obra se situa en l'ortodòxia academicista del neoclassicisme o en la tradició romàntica. Els gèneres de més èxit de l'època (la pintura d'història, el retrat, el paisatge i l'escena de gènere) poden ser tractats des d'una perspectiva convencional, costumista, o bé de manera rupturista, com van fer Courbet i Corot.
A mesura que s'avança cap a finals del segle xix, les fronteres entre el realisme i l'impressionisme en cadascun dels pintors que s'etiqueten com a realistes són difoses, ja que tots dos estils coincideixen en la preocupació per la llum i l'ús de la pinzellada solta, que dona a les obres un aspecte esbossat.

### Anglaterra: pintura victoriana
L'ampli període anomenat època victoriana (1837-1901) va presenciar molt diferents estils en la pintura britànica. El vessant més conservador o academicista va estar representat per la Royal Academy, però s'hi van donar tota mena de variants, com les fantasioses reconstruccions de l'antiguitat de Lawrence Alma-Tadema. Entre les opcions més rupturistes, estimulades per les reflexions teòriques de John Ruskin, hi va haver el moviment Arts and Crafts, dirigit per William Morris.
Sol considerar-se que el moviment pictòric britànic paral·lel al realisme francès va ser el grup de pintors de la Germanor Prerafaelita i els del seu entorn, com ara Ford Madox Brown. Hom també ha denominat pintors realistes anglesos els de l'escola de Newlyn, de cronologia posterior.

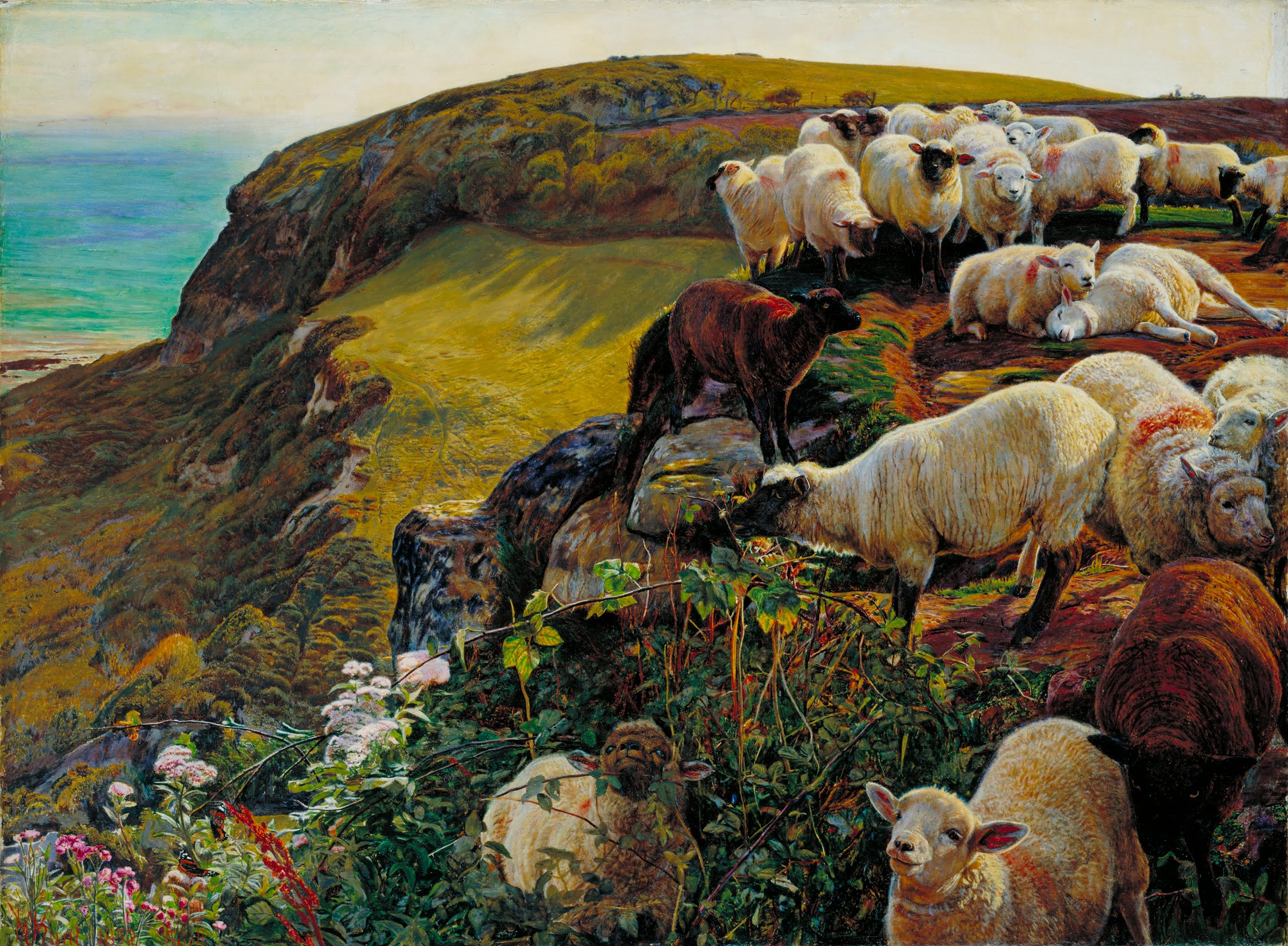
L'ovella esgarriada, de William Holman Hunt, 1852 (prerafaelita).
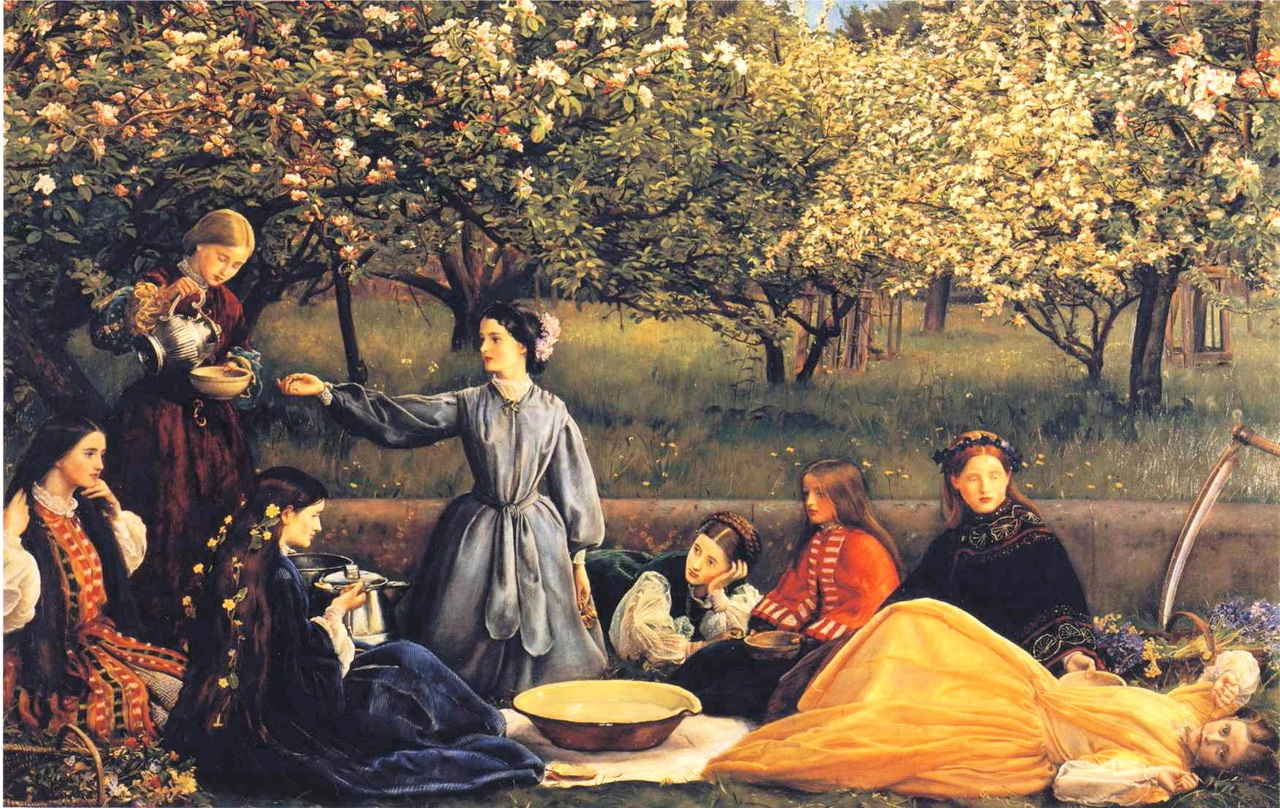
Primavera, de John Everett Millais, 1856-1859 (prerafaelita).
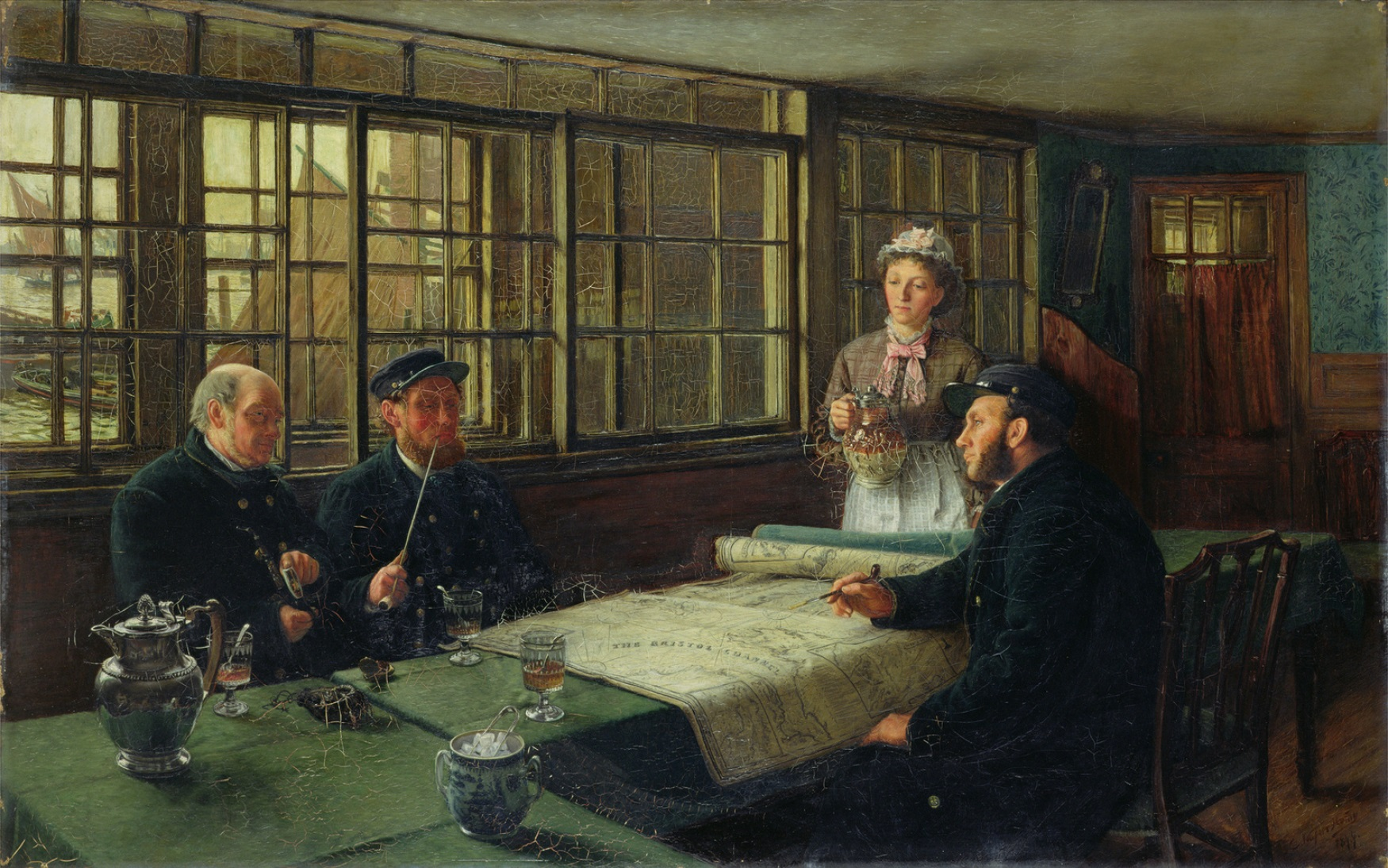
Discussió nàutica, Charles Napier Hemy, 1877 (Newly).

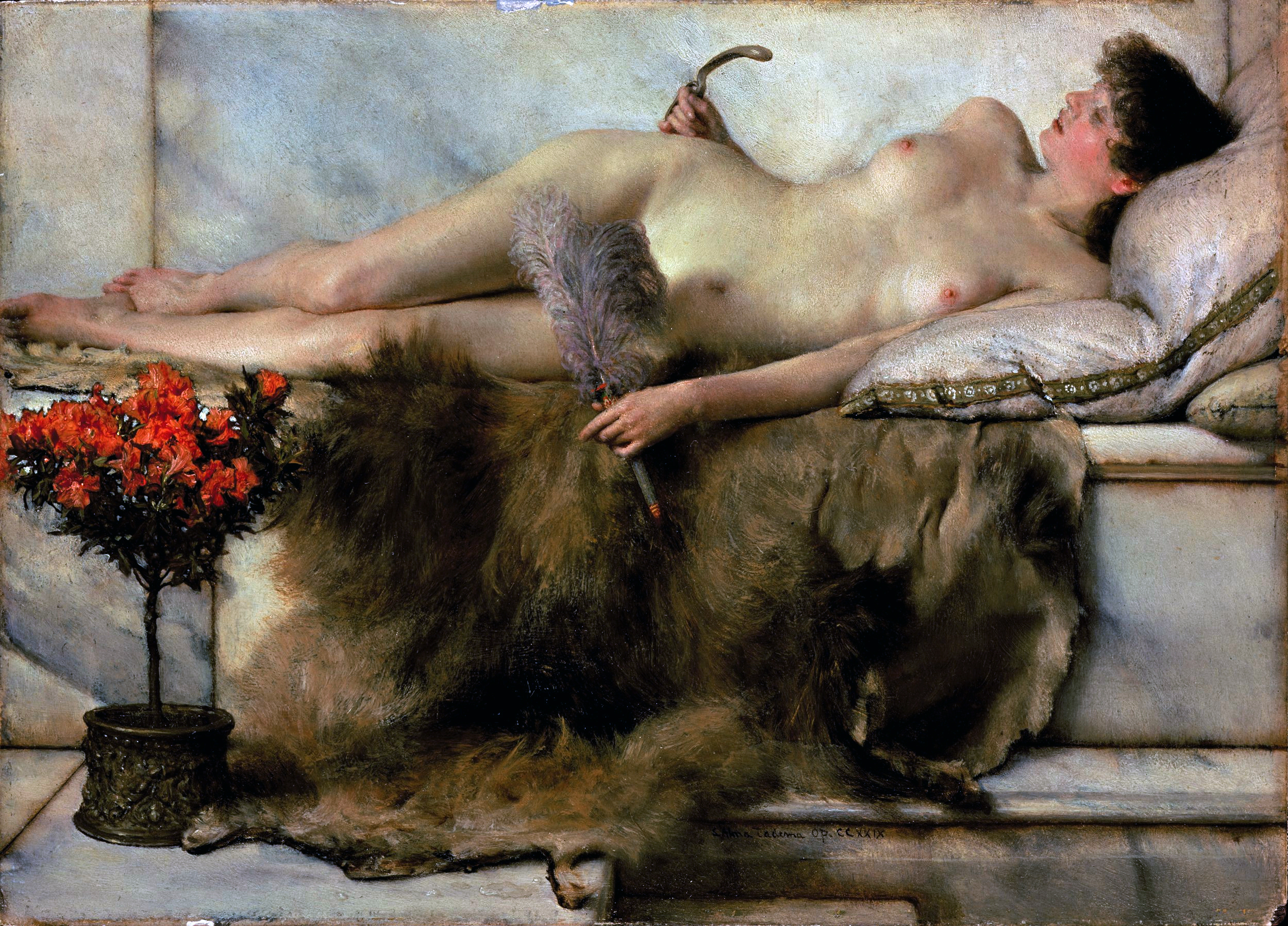
Tepidarium, de Lawrence Alma-Tadema, 1881.
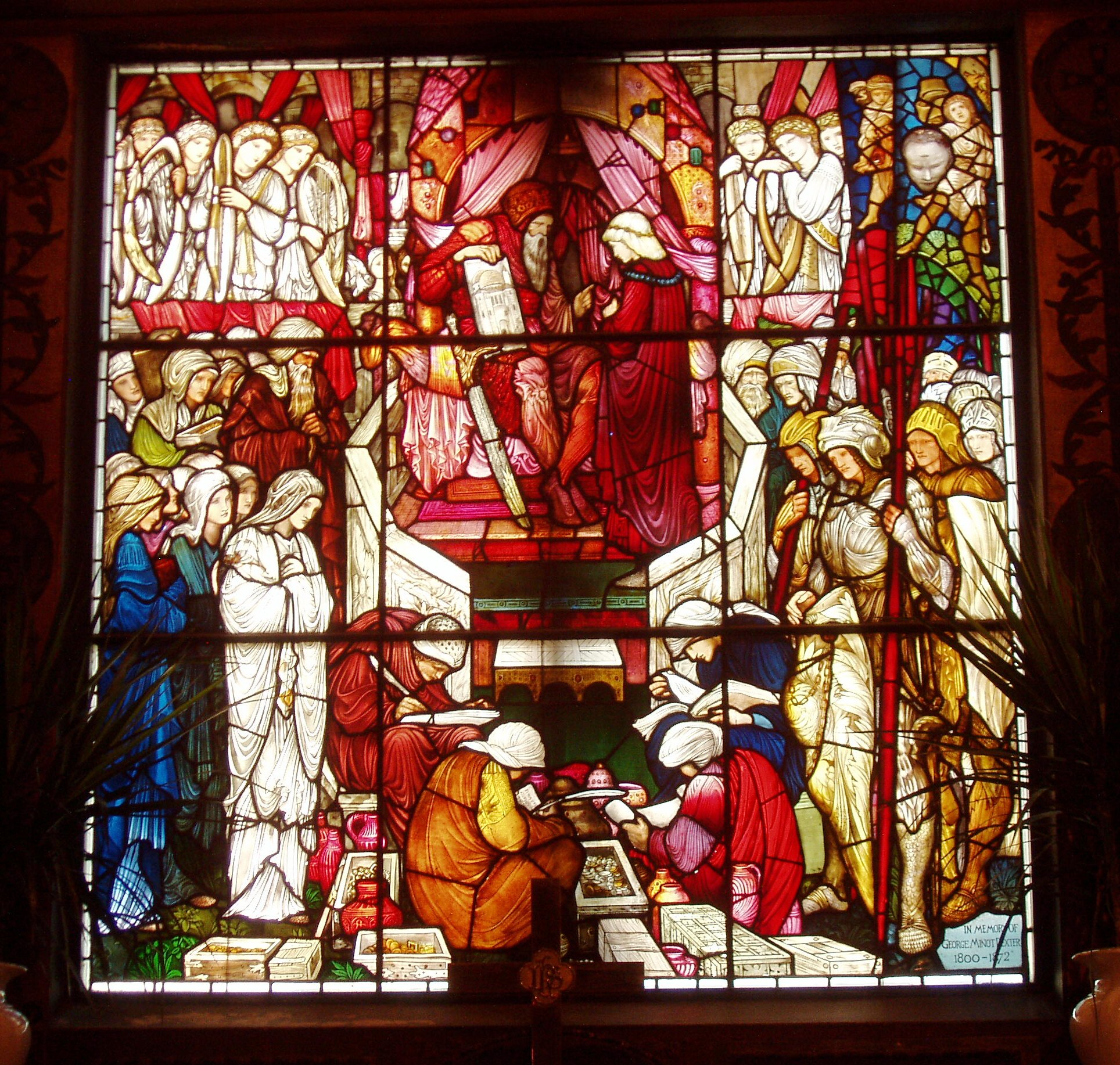
David i Salomó, vidriera d'Edward Burne-Jones i William Morris, 1882.
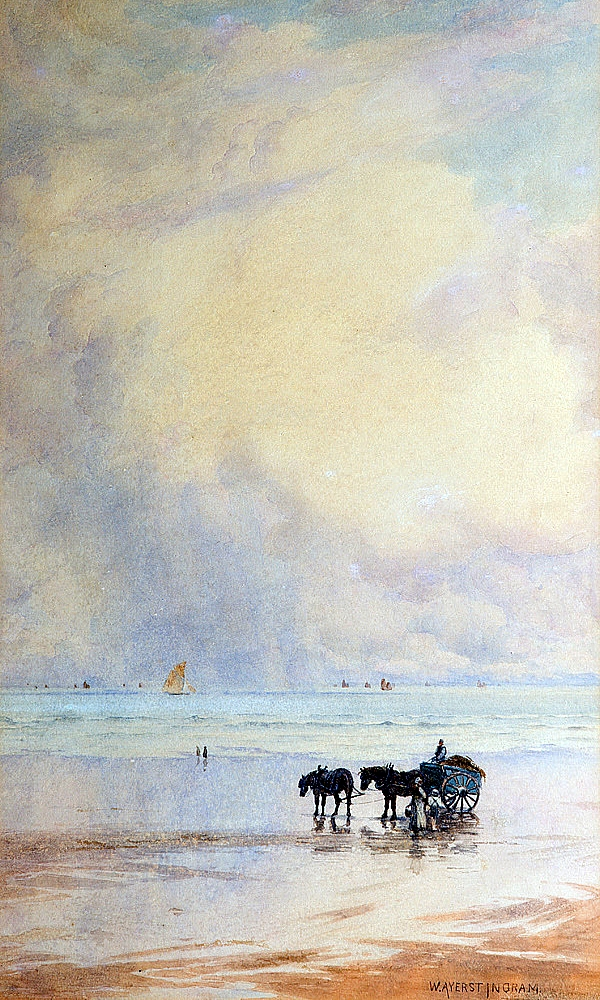
Cotxe de cavalls a la platja , de William Ayerst Ingram (Newlyn).

### Espanya

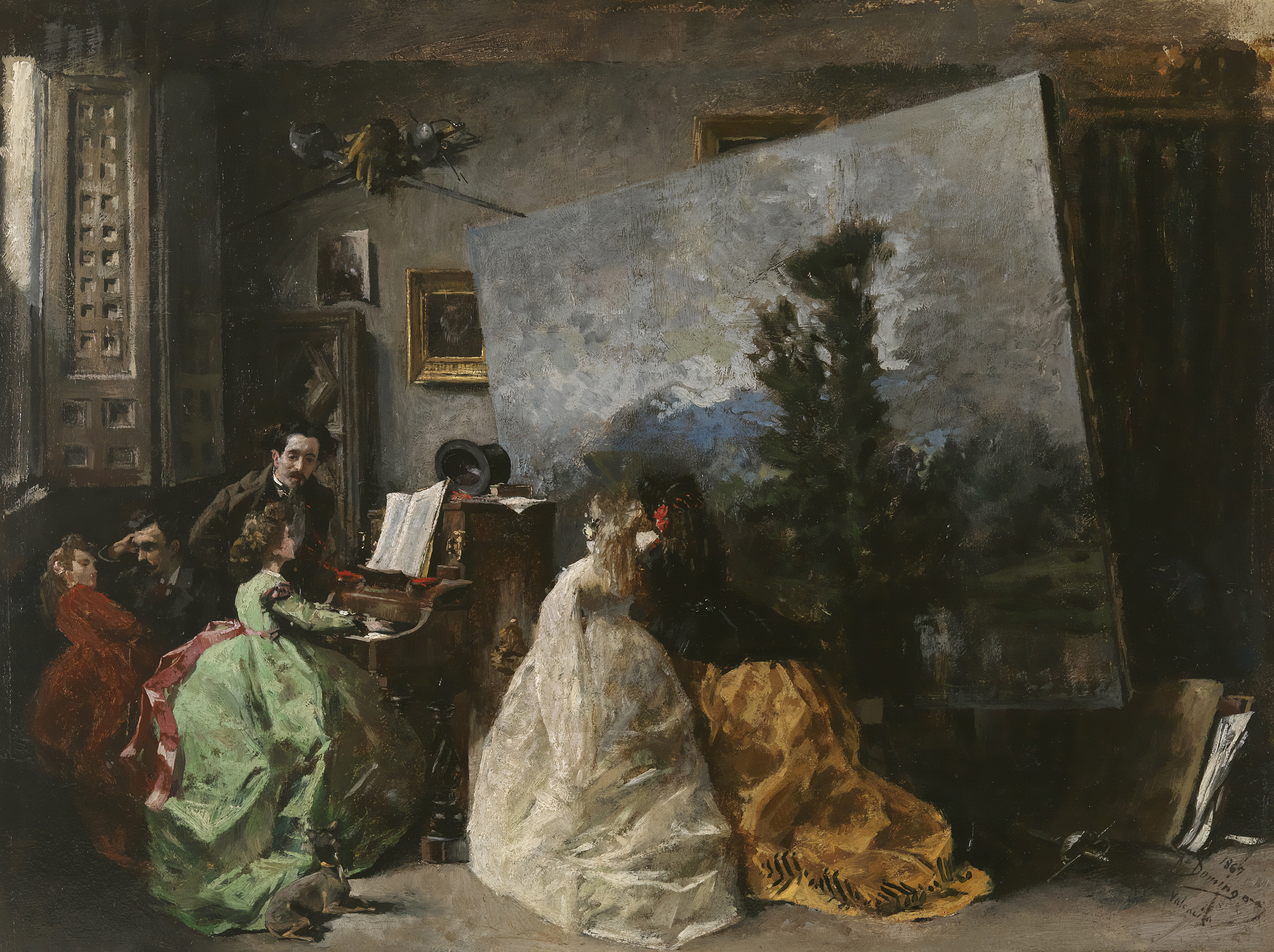
L'estudi de Muñoz Degrain, de Francesc Domingo Marqués, 1867.

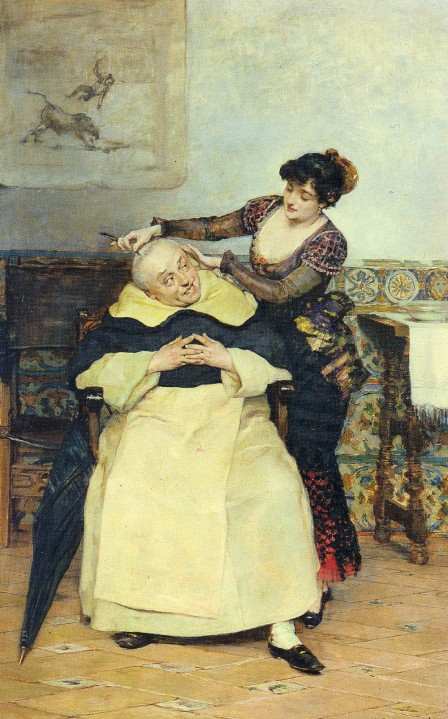
Quin pentinat, de Vicente Palmaroli.

Hom també sol denominar com a realistes els pintors de mitjan segle xix a Espanya (Federico de Madrazo -que també pot ser classificat com a romàntic- i les següents generacions d'aquesta família, Marià Fortuny i Marsal -molt vinculat a aquesta-, Eduardo Rosales, Carlos de Haes, Antonio Gisbert, Casado del Alisal, José Moreno Carbonero, Martí Alsina, Vicent Palmaroli, Claudi Lorenzale), inclosos els gèneres de més èxit del moment: la pintura preciosista, el retrat, el paisatgisme i la pintura d'història (o realisme retrospectiu, malgrat els seus convencionalismes acadèmics); fins i tot té aquest nom la producció de temàtica social (pintura social) de pintors de finals del segle xix i començaments del XX, malgrat la seva major llunyania estètica respecte al realisme pictòric (Sorolla, Ramon Casas, José María López Mezquita). S'ha assenyalat l'escriptor naturalista Narcís Oller i el crític Josep Yxart com els primers teoritzadors del realisme pictòric a Espanya, a partir d'una exposició de Bartolomeu Galofre (1886).

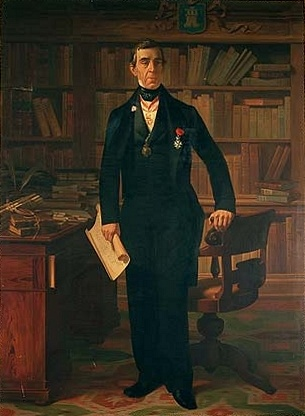
Retrat de Pròsper Bofarull, de Lorenzale.
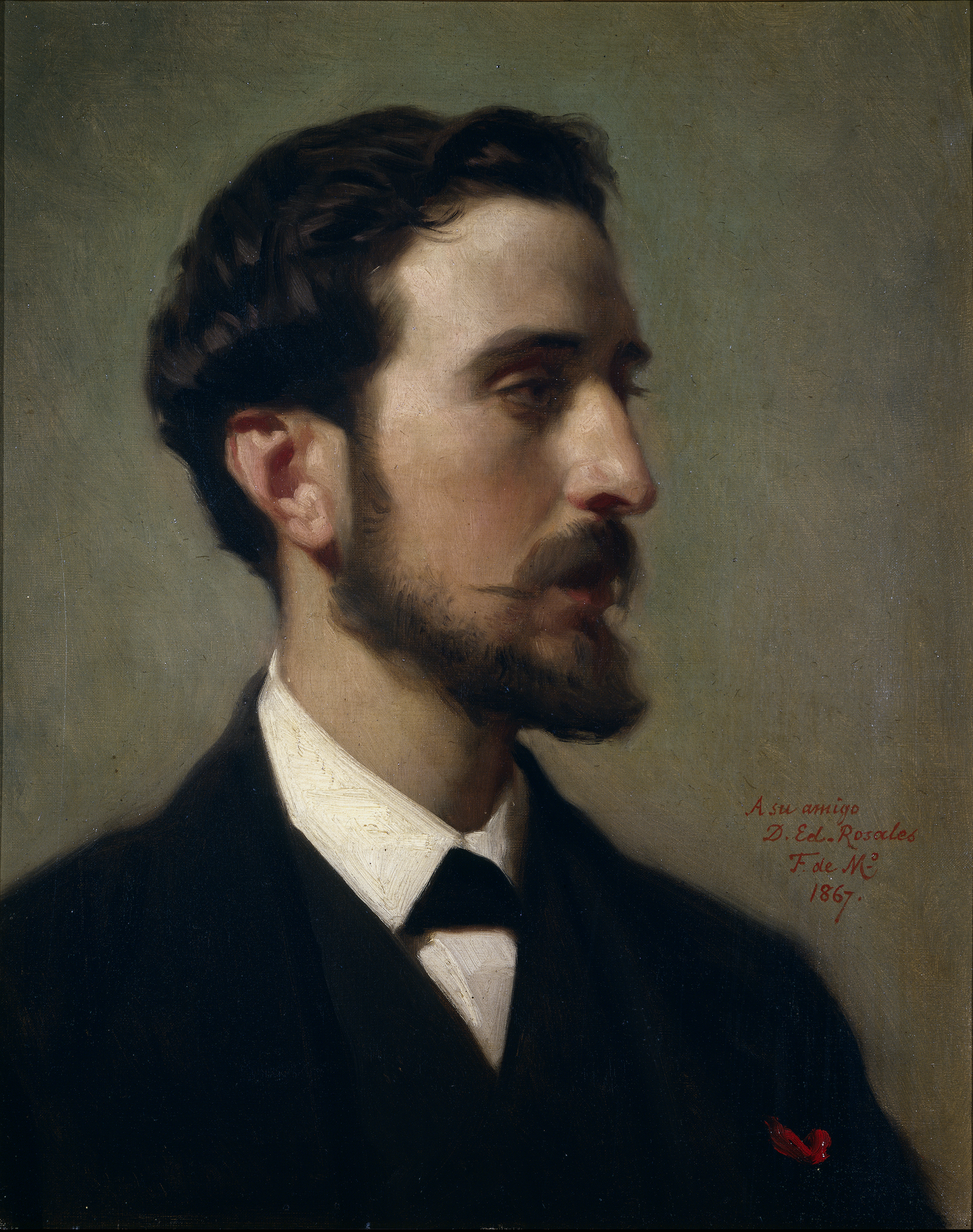
Retrat d'Eduardo Rosales per Federico de Madrazo, 1867.
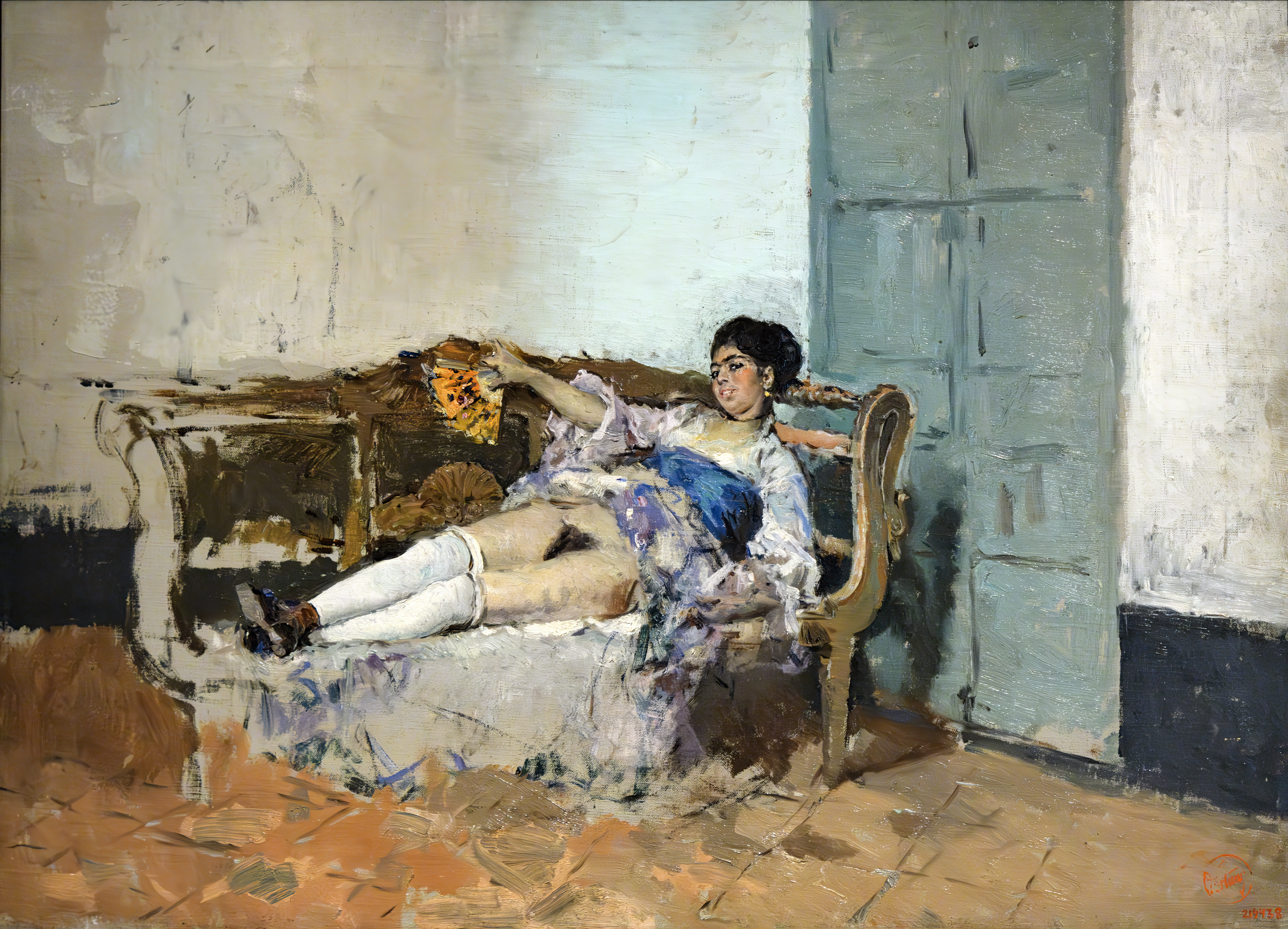
Carmen Bastián, de Fortuny, 1871.
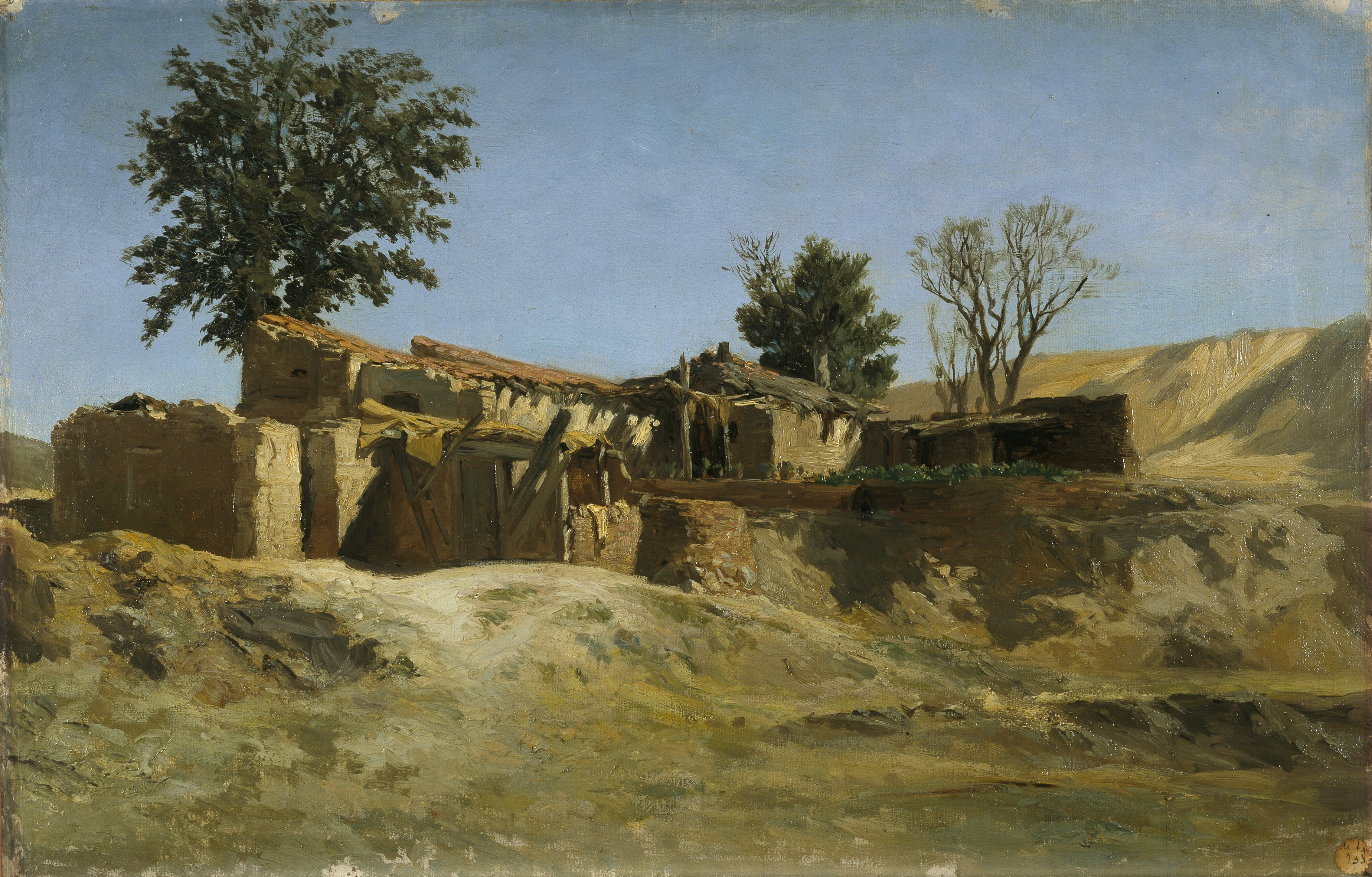
Tejera a la muntanya del Príncep Pío, de Carlos de Haes.
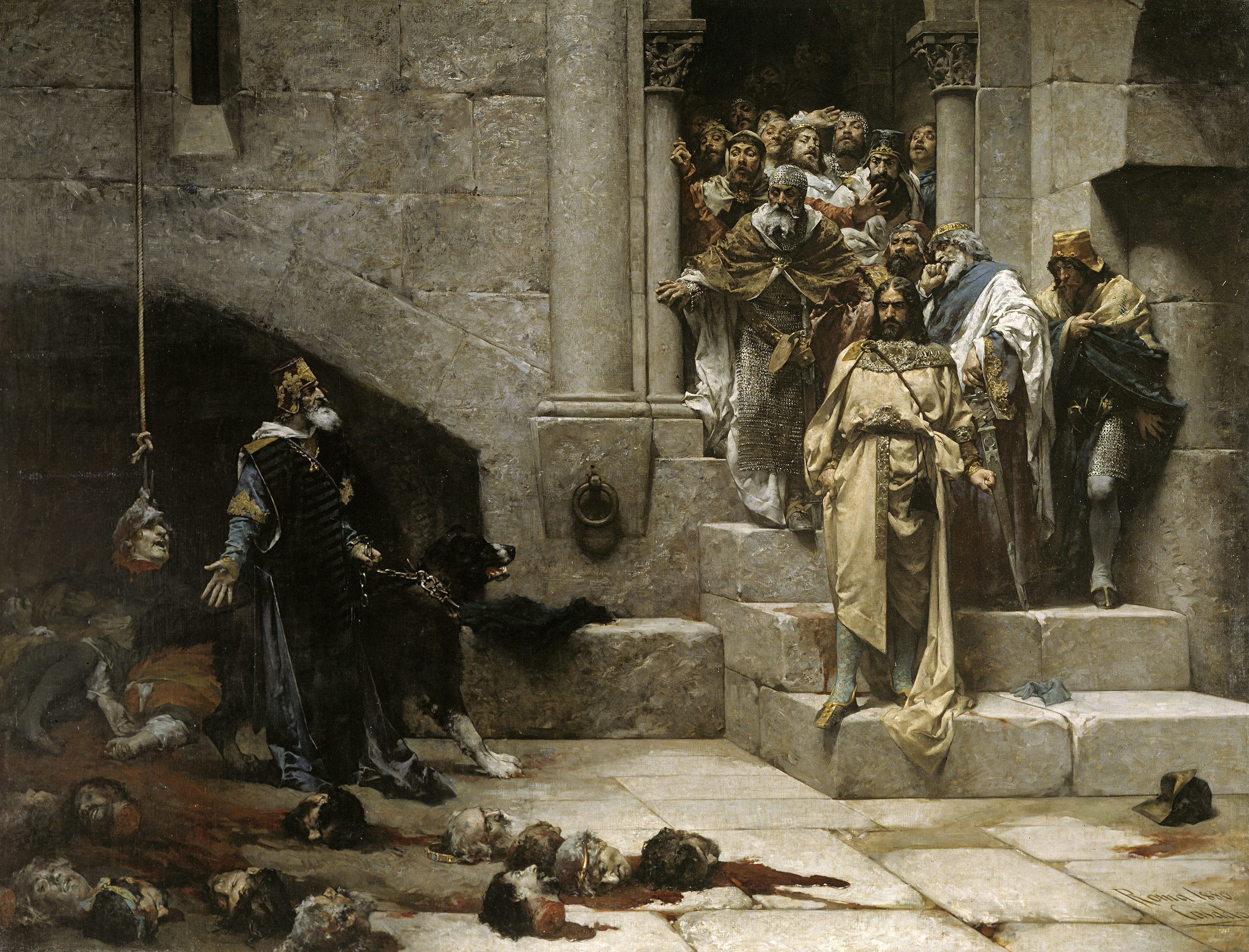
La campana d'Osca, pintura d'història de Casado del Alisal, 1880.
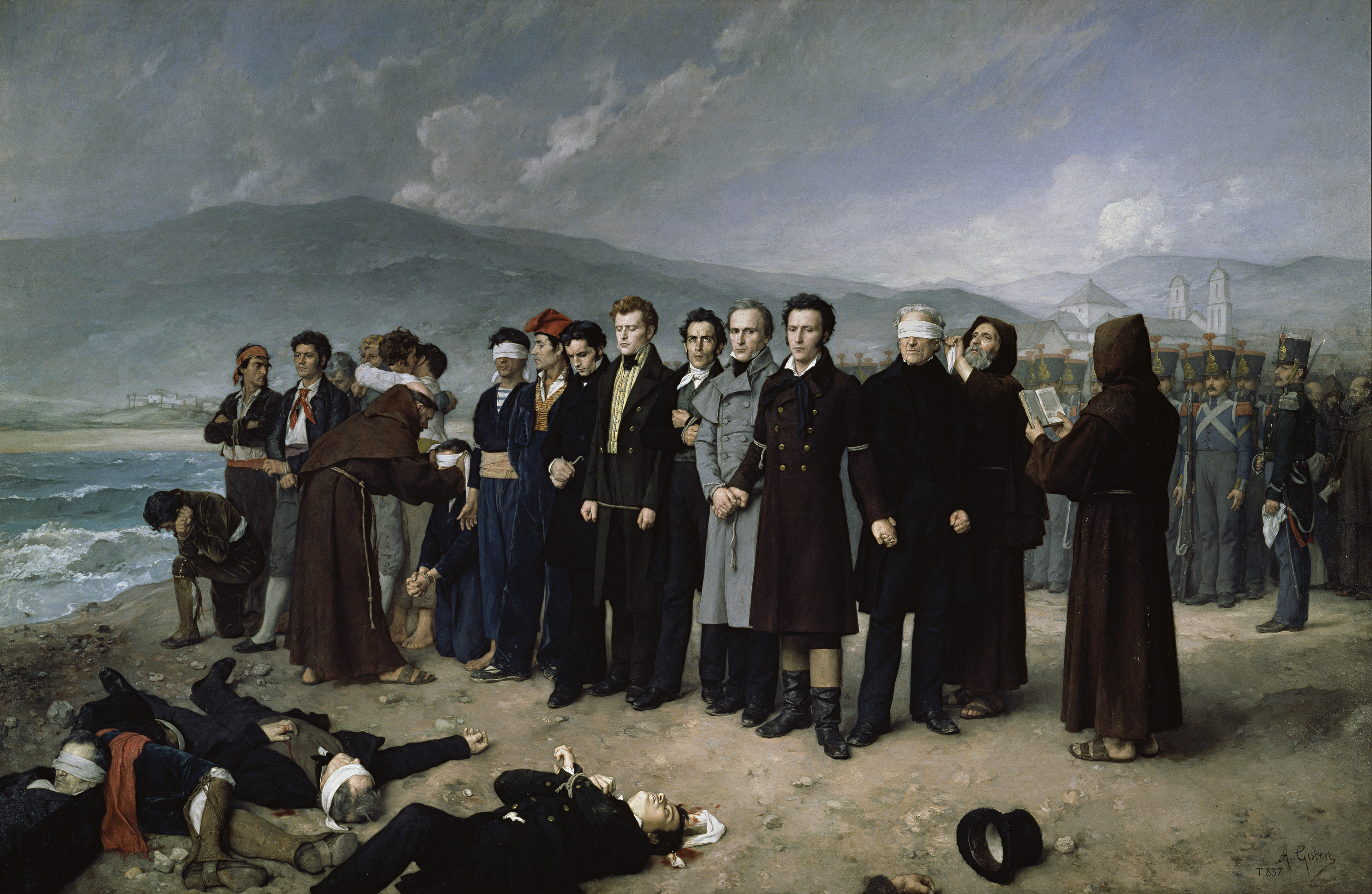
Afusellament de Torrijos, de Gisbert, 1888.
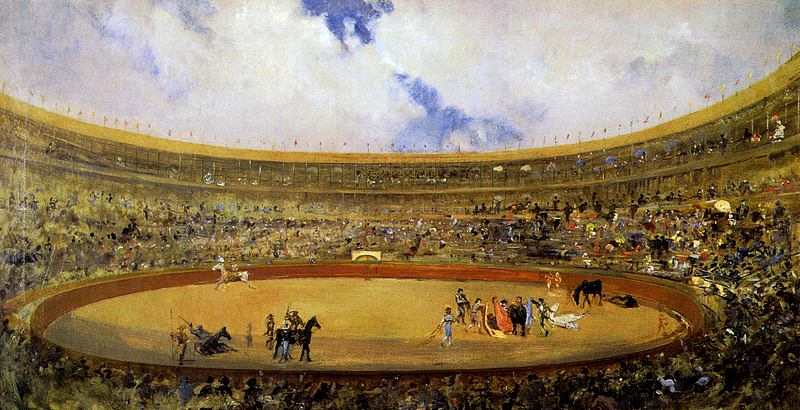
Plaça de toros de Barcelona, de Martí Alsina.
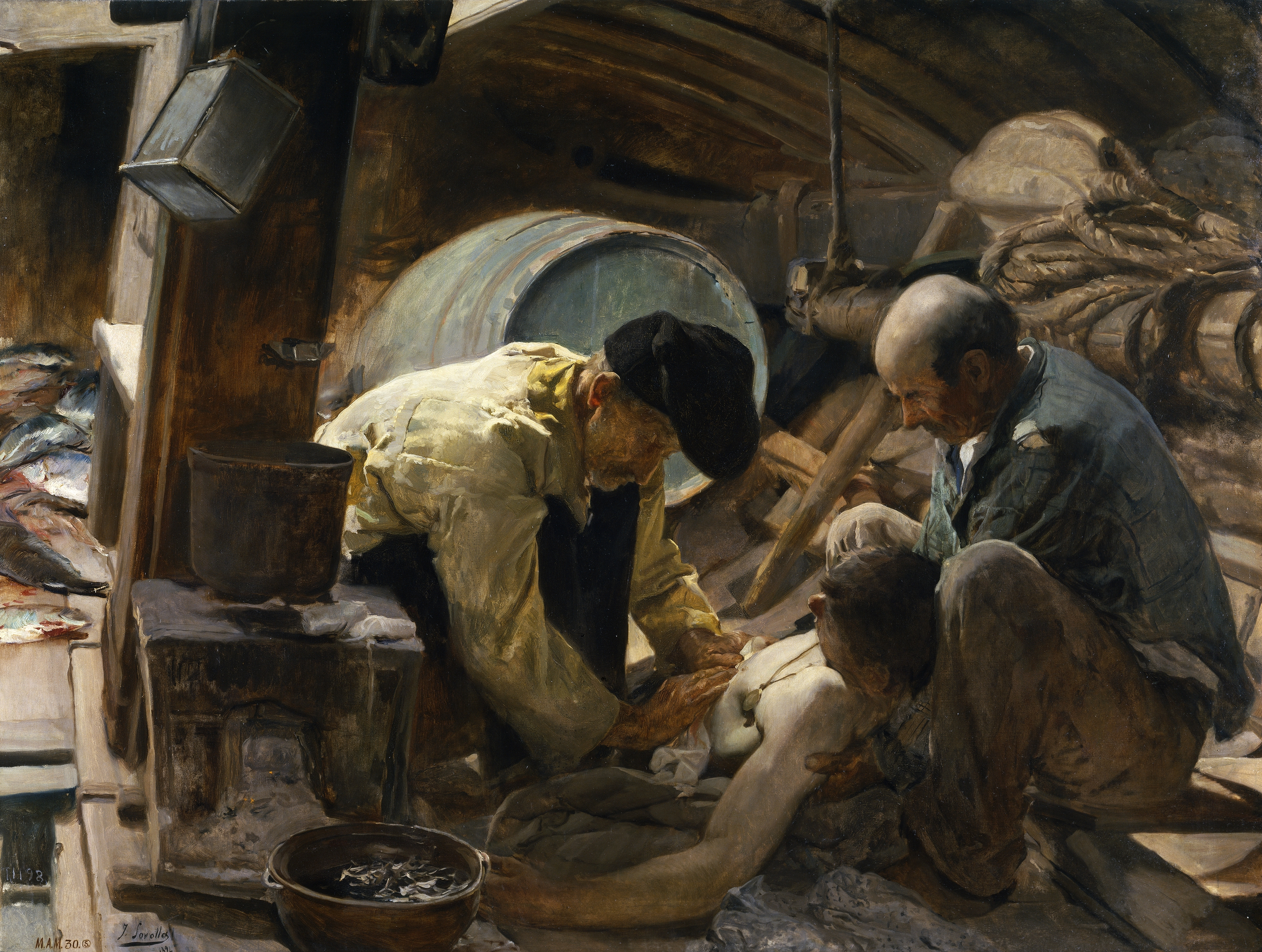
Encara diuen que el peix és car, de Sorolla, 1894.
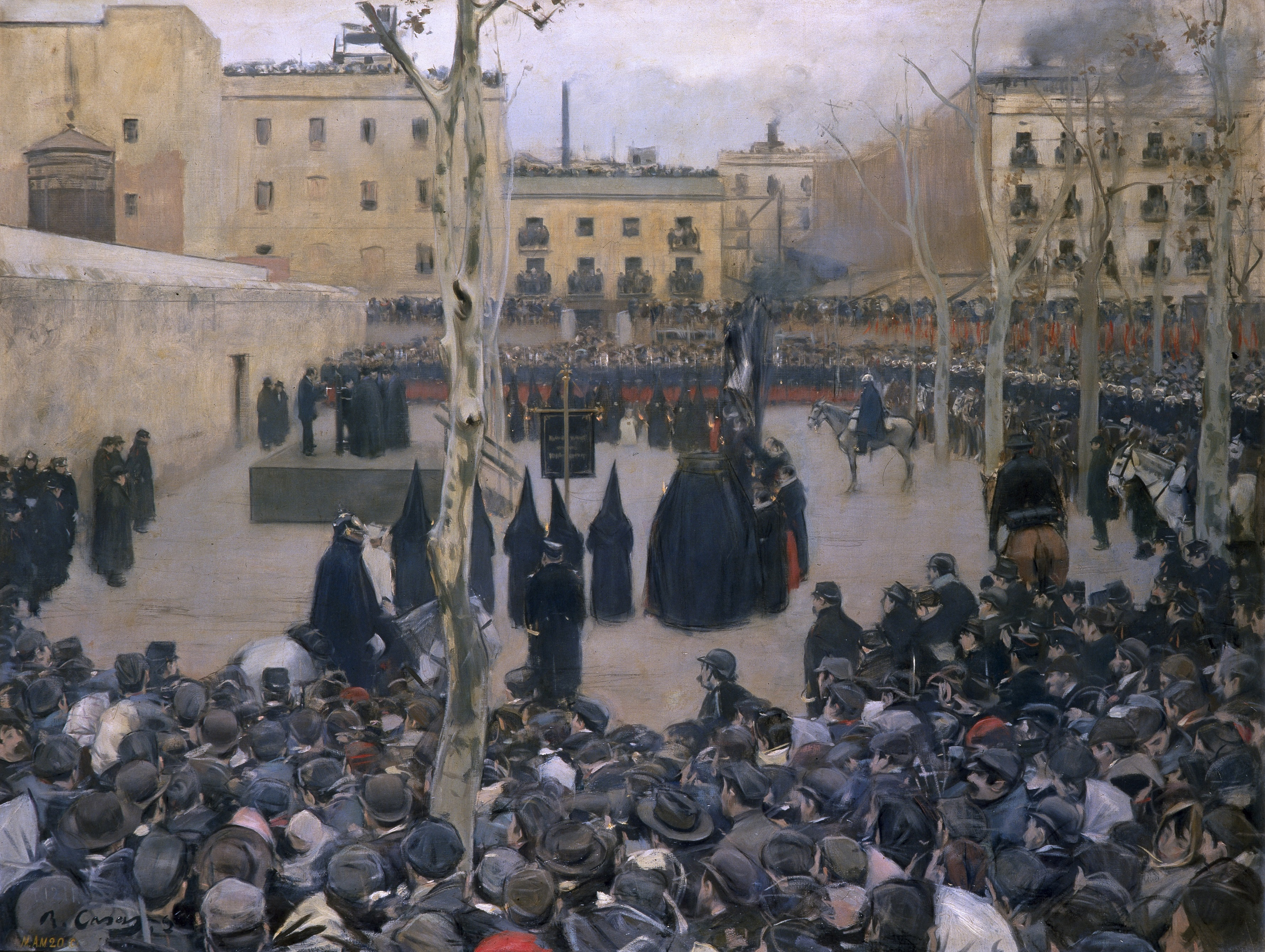
Garrote vil, de Cases, 1894.

### Itàlia

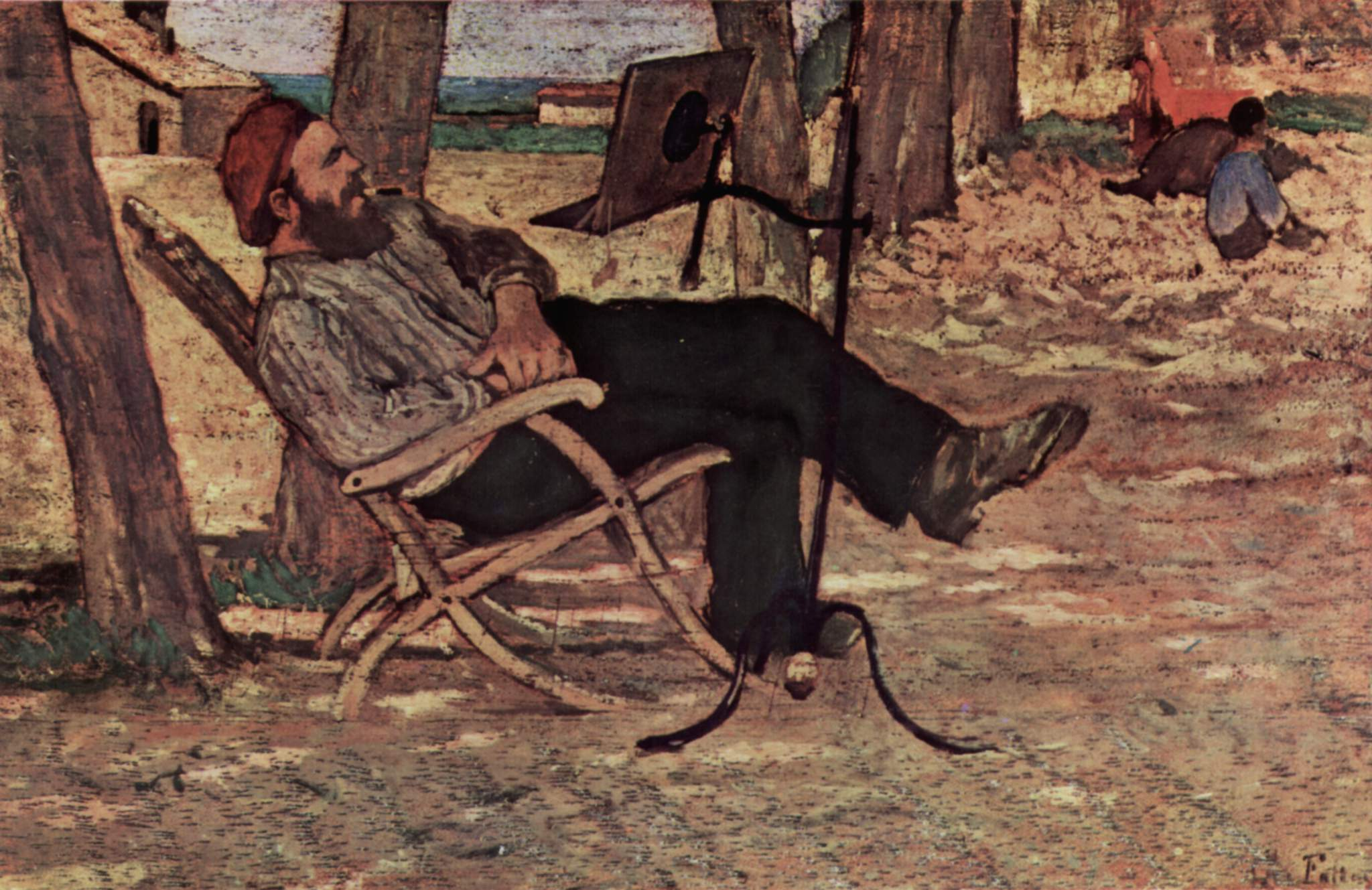
Diego Martelli a Castiglioncello, de Giovanni Fattori, 1866-1870.

S'ha identificat amb el realisme francès el moviment pictòric italià contemporani denominat macchiaioli, que també és un precedent de l'impressionisme.
| « | Es pot dir que el moviment dels macchiaioli és un precedent de l'impressionisme, és més, no té massa a veure amb aquest. La poètica dels "macchiaioli" és una poètica decididament realista que, en tot cas, concorda amb el realisme de Courbet i amb els paisatgistes de Barbizon, encara que amb una clara tendència a la tradició local i una inclinació cap a l'anecdòtic. D'acord amb la seva orientació realista... s'oposa al romanticisme moderat i purista dels pintors acadèmics. | » |
| — Giulio Carlo L'art modern: l'il·luminisme als moviments contemporanis , AKAL, 1998, ISBN 8446000342, pg. 159. | |   |

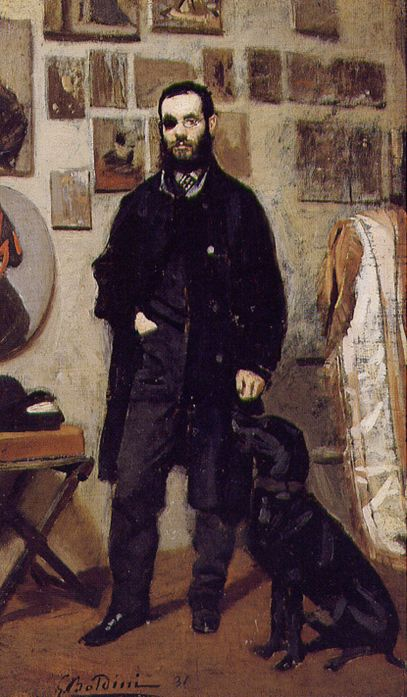
Boldini, Giuseppe Abbati, 1865.
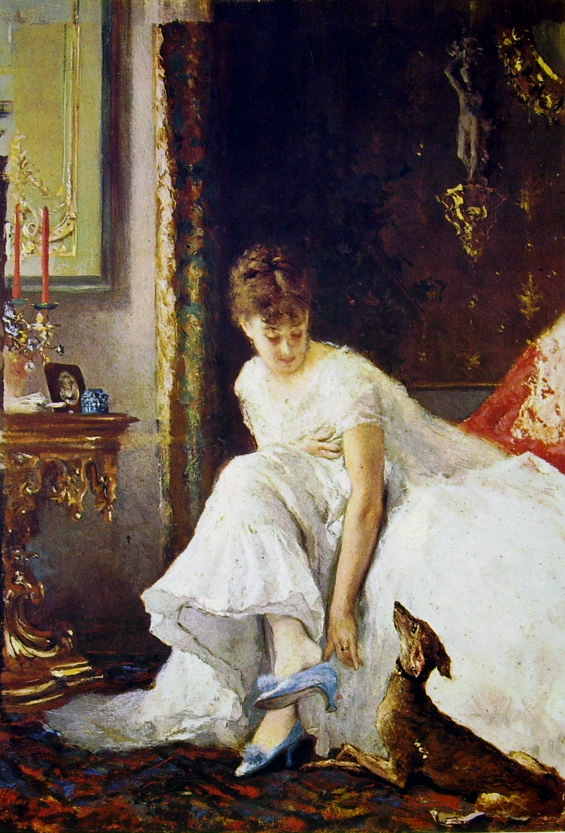
Dona en blanc, Vito d'Ancona.
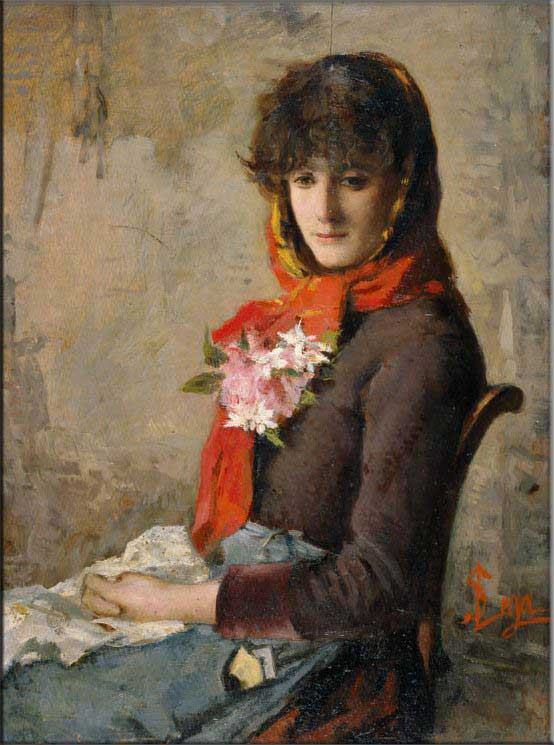
Ragazza vaig Crespina, Silvestro Llega.
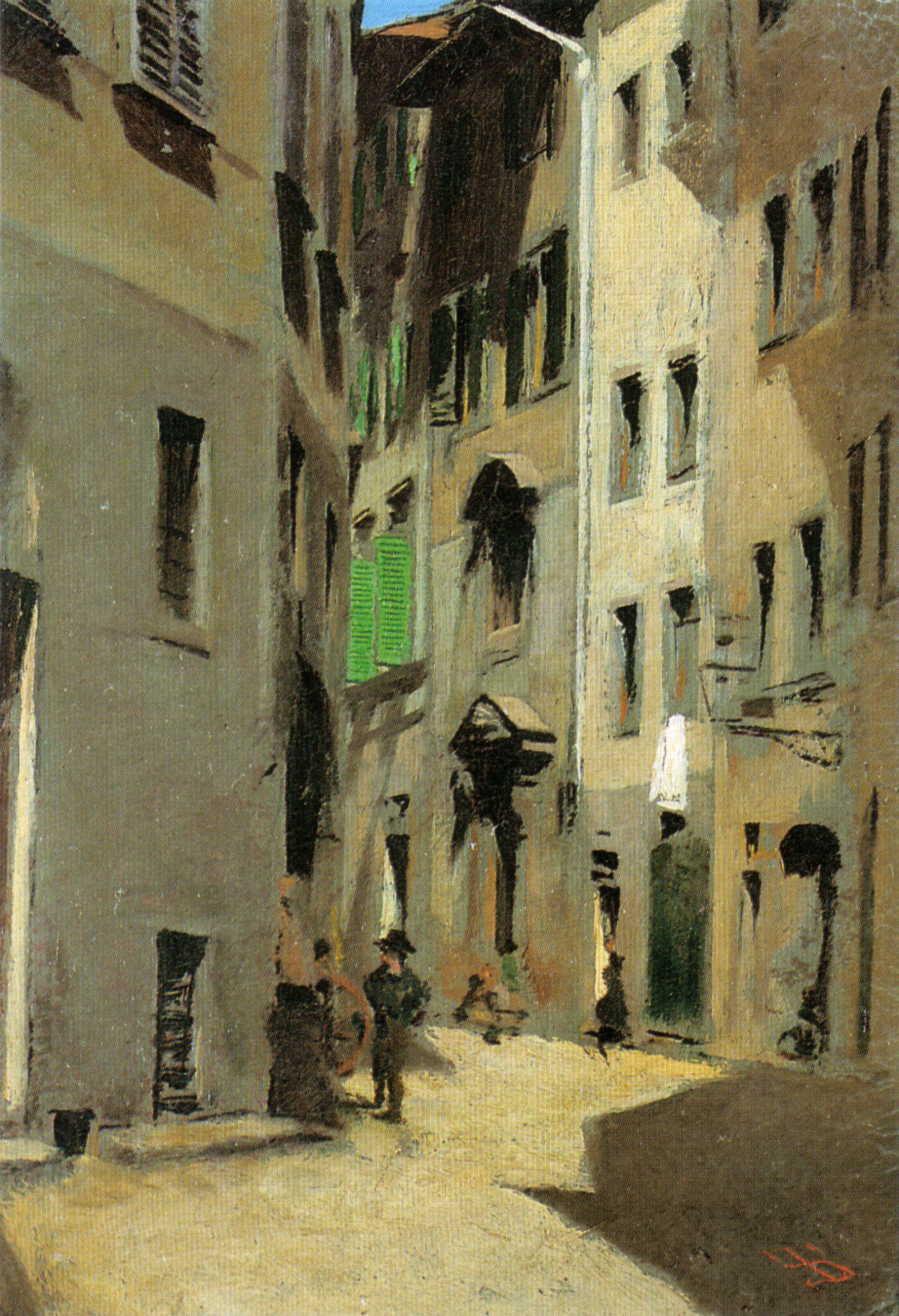
Via Coca, Telemaco Signorini, ca. 1870.

### Alemanya

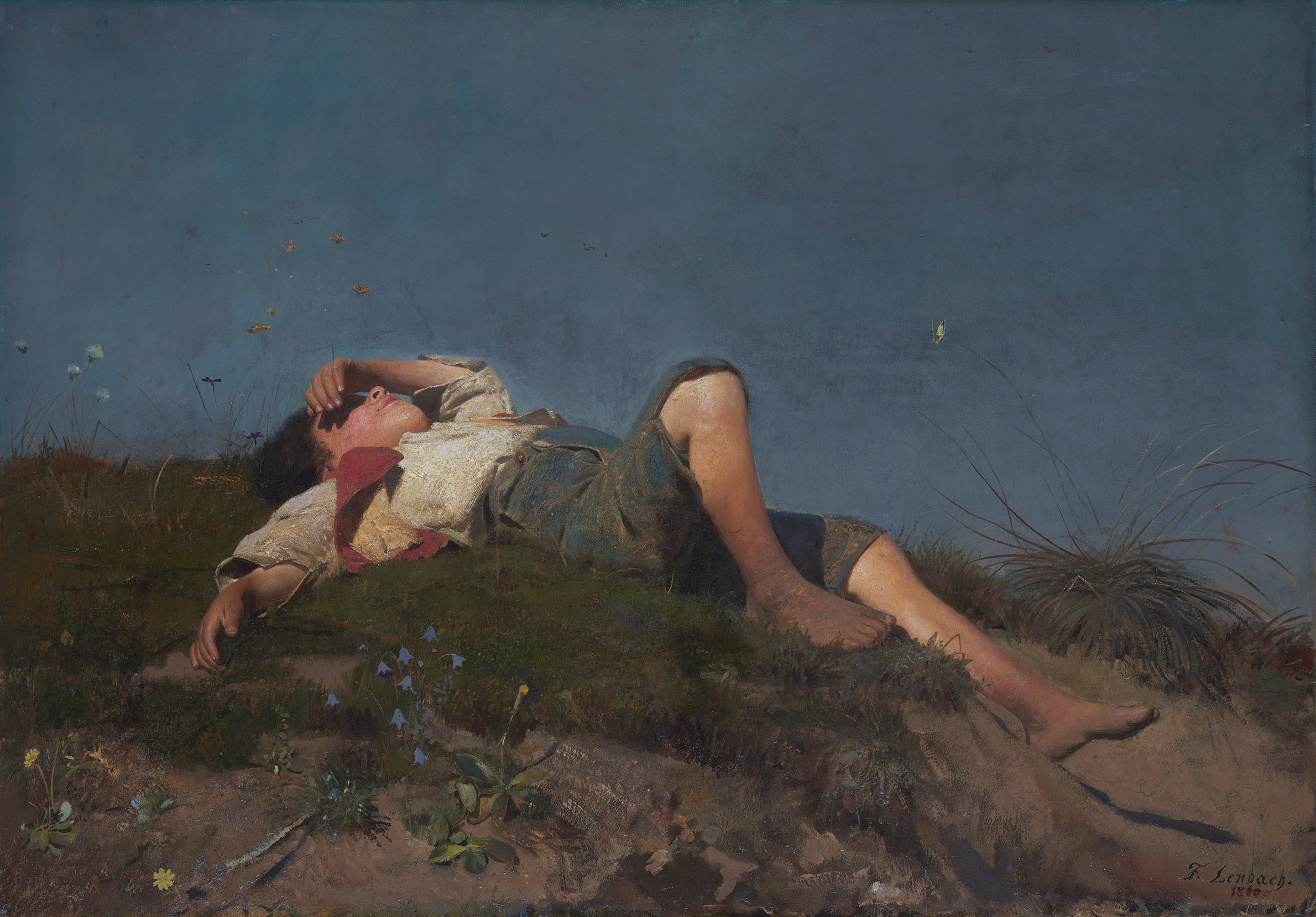
Pastoret, de Franz von Lenbach, 1860.

El gran pes del romanticisme alemany fa que la pintura realista a Alemanya no es defineixi amb claredat, ja que s'hi identifica amb l'etiqueta importada de França els pintors de la segona meitat del segle xix que es dediquen al paisatge i al costumisme. Es van caracteritzar per l'interès per la llum i la factura preimpressionista, i alguns van evolucionar posteriorment cap a l'impressionisme i les avantguardes. Entre ells hi destaquen Adolph von Menzel, Wilhelm Leibl, Max Liebermann, Franz von Lenbach i Hans Thoma.

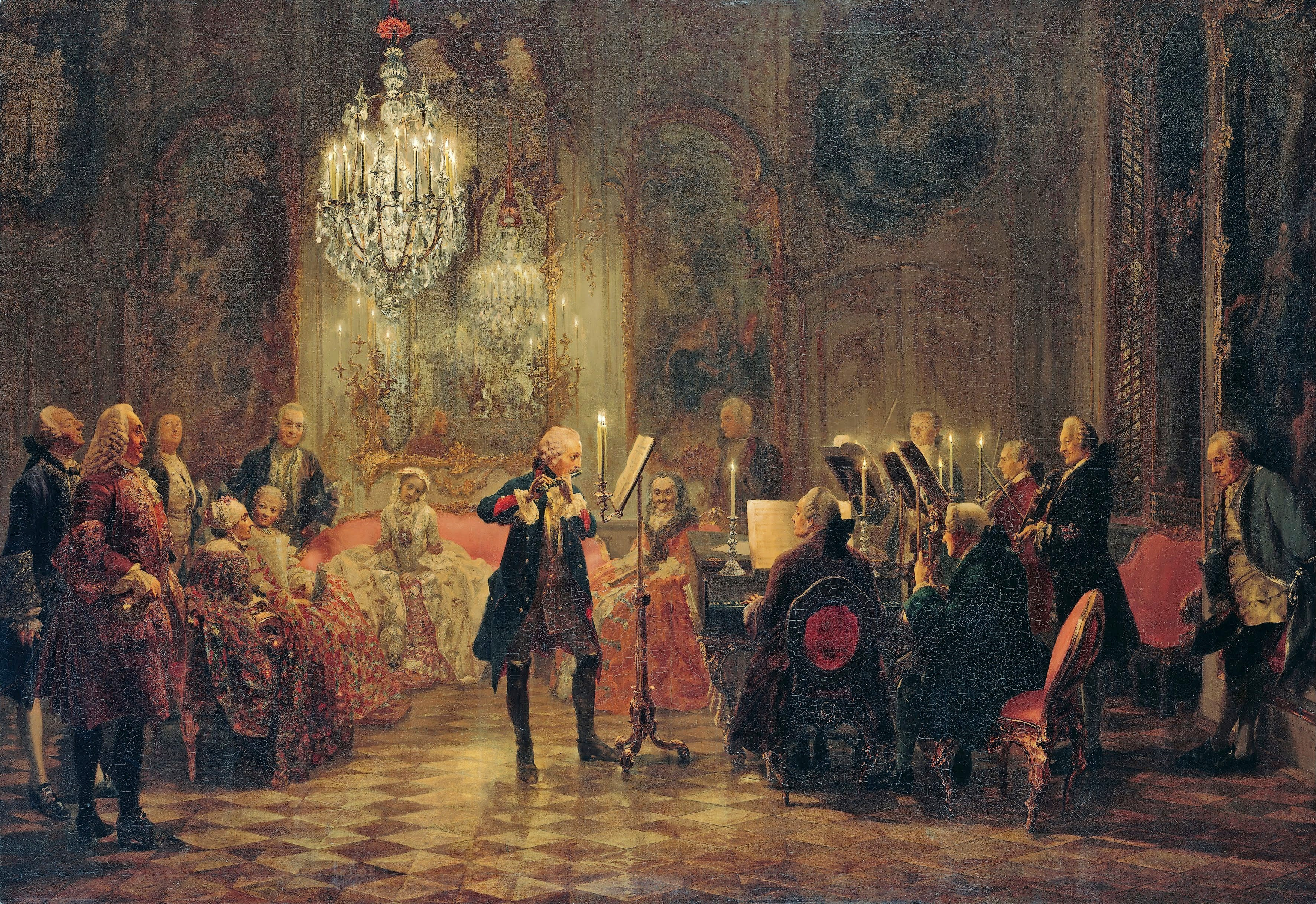
Concert de flauta de Frederic el Gran en Sanssouci, pintura d'història d'Adolph von Menzel, 1850-1852.
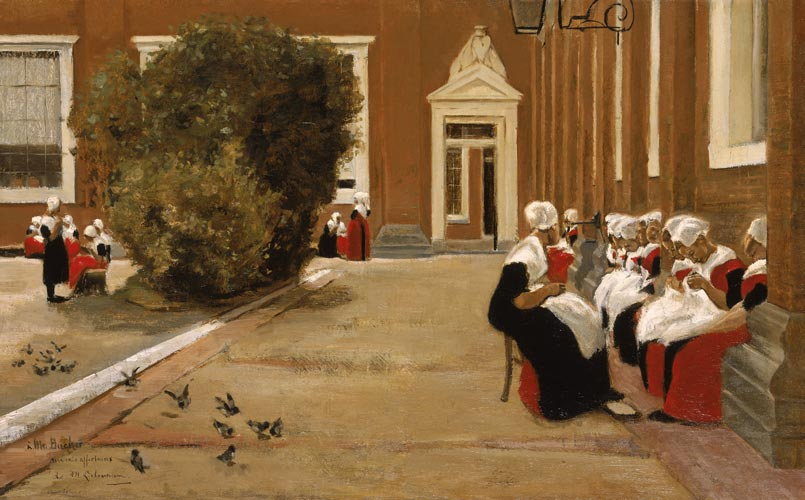
Esbarjo a l'orfenat d'Amsterdam, de Max Liebermann, 1876.
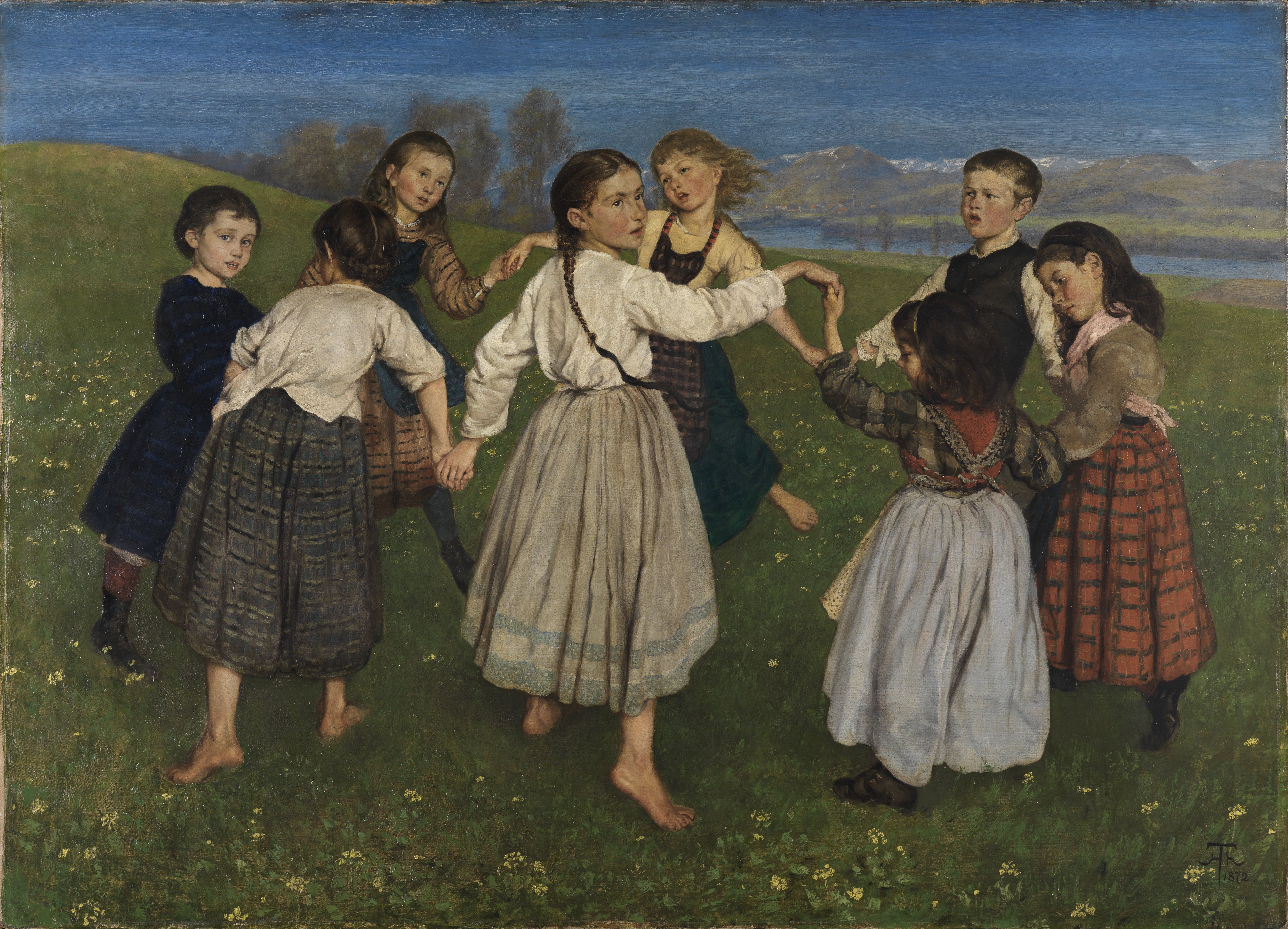
Der Kinderreigen, de Hans Thoma, 1884.
In der Bauernstube, de Wilhelm Leibl, 1890.

### Països escandinaus

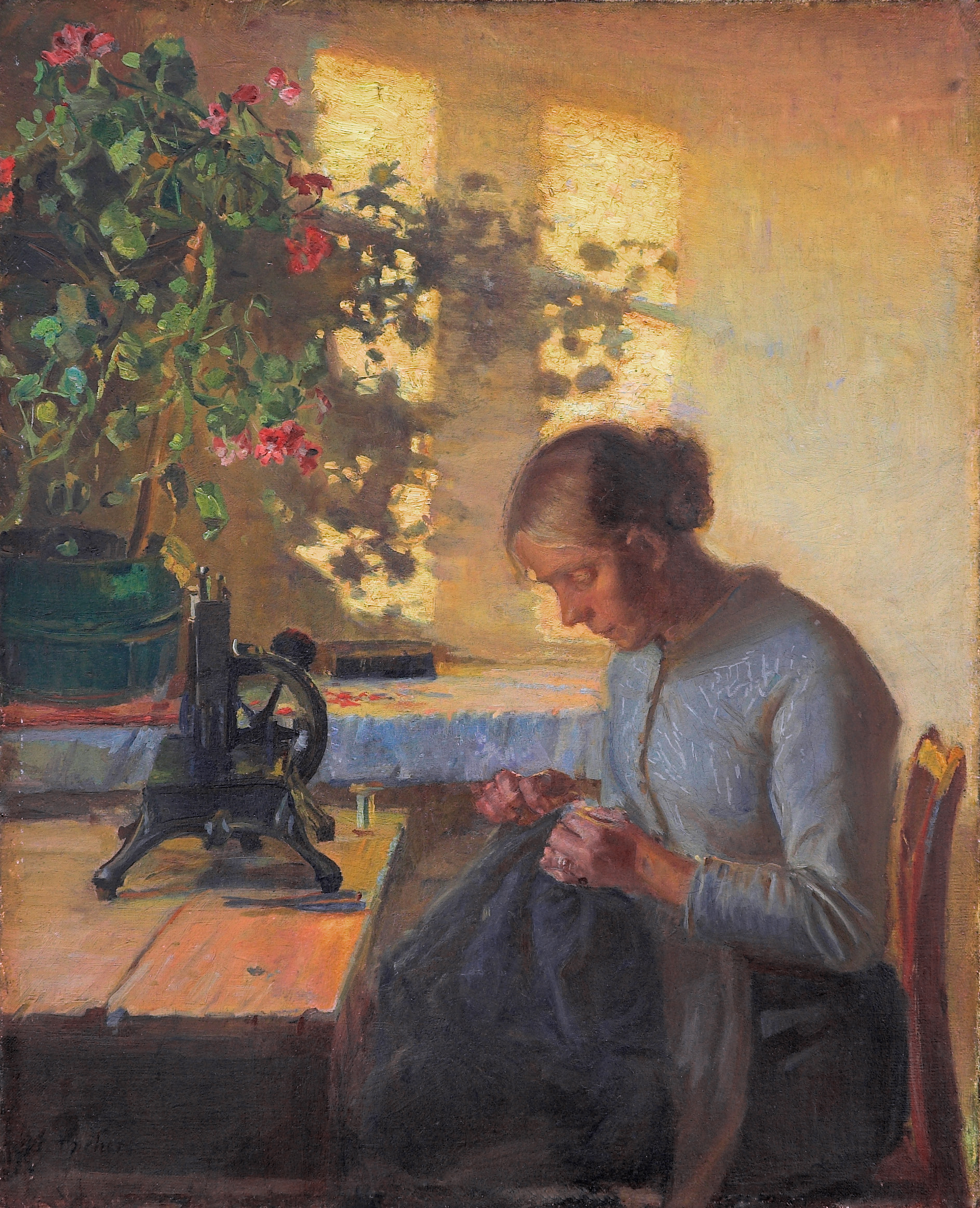
La costura de la dona del pescador, d'Anna Ancher, 1890.

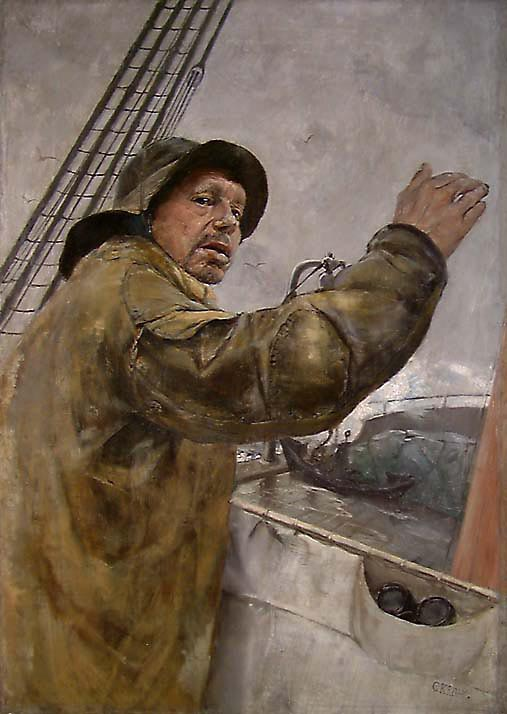
Escena naval, de Christian Krohg, 1879.
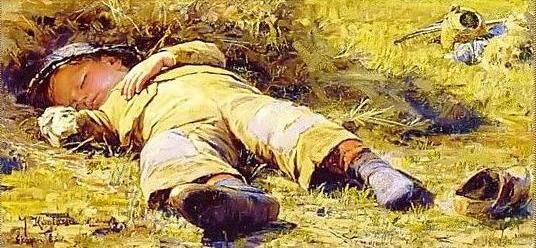
Nen adormit, de Johan Krouthén, 1883.
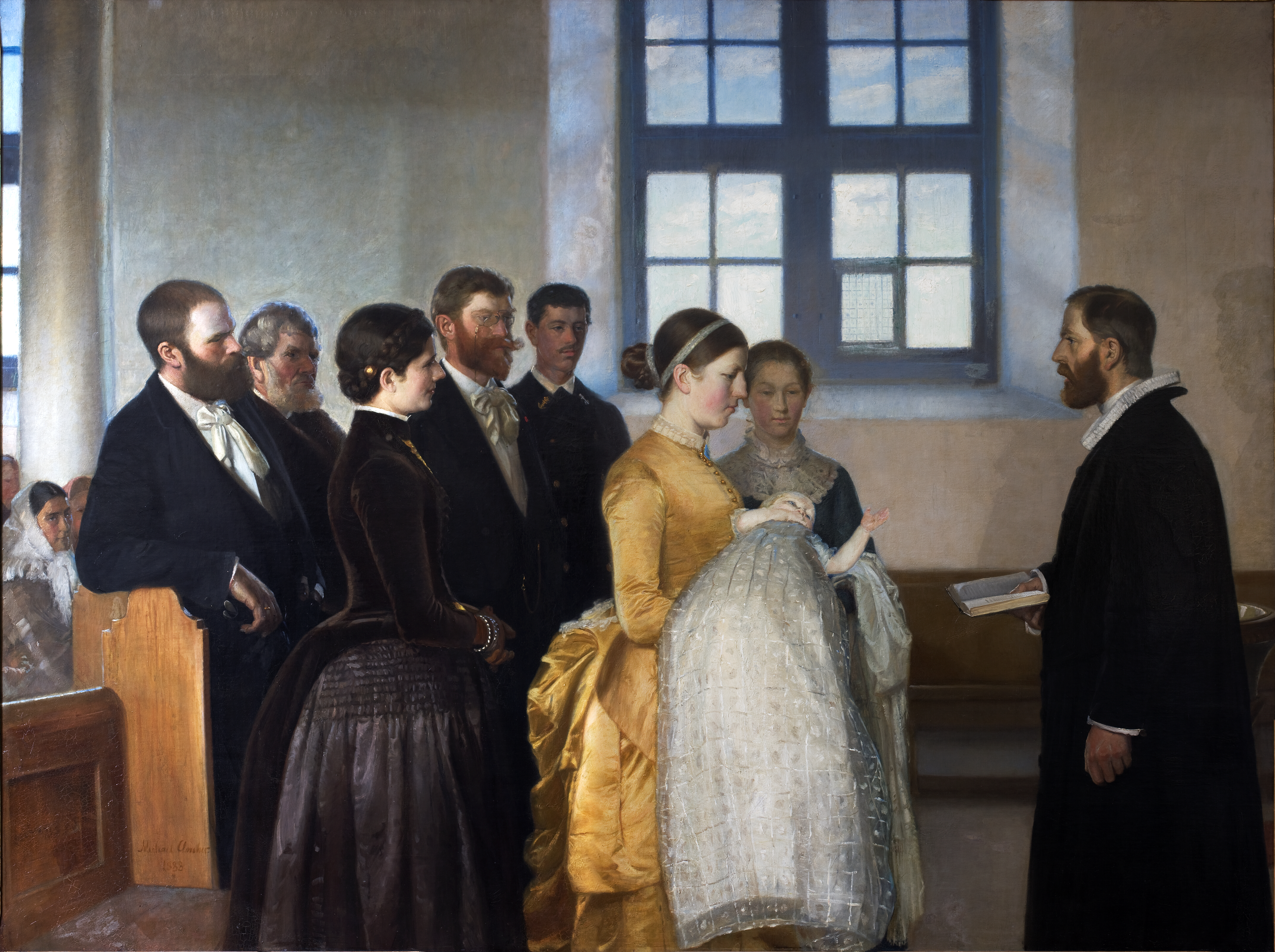
Bateig, de Michael Ancher, 1888.
Tarda estival a la platja de Skagen. L'artista i la seva dona, de Peder Severin Krøyer, 1899.

### Rússia

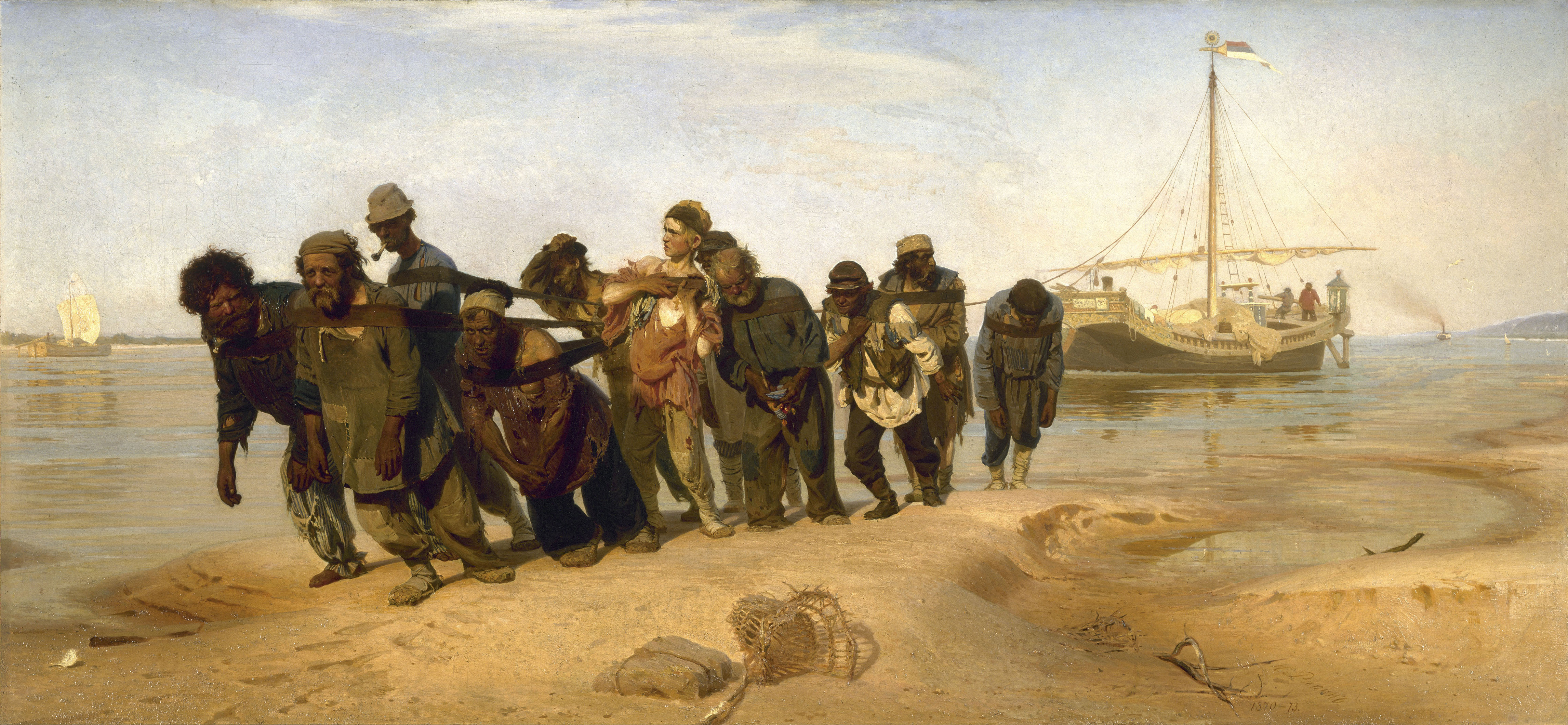
Sigadors del Volga, d'Ilià Repin, 1870-1873.

La pintura russa del segle xix s'identifica amb els moviments europeus contemporanis, tot i que el terme realisme rus s'identifica habitualment amb el realisme socialista del segle xx.
El grup més identificable amb el realisme pictòric és el denominat Peredvíjniki ("vagabunds" o "itinerants"), caracteritzat per la seva oposició a les restriccions acadèmiques.

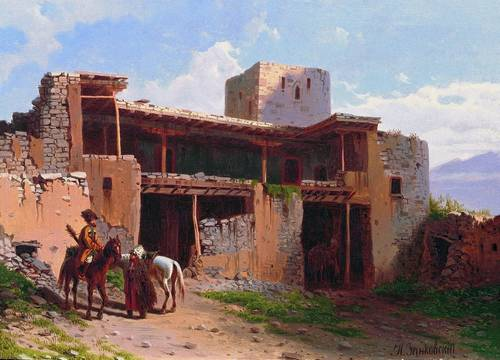
Xamil saklia, per Ilia Zankovsky, 1860-1880.
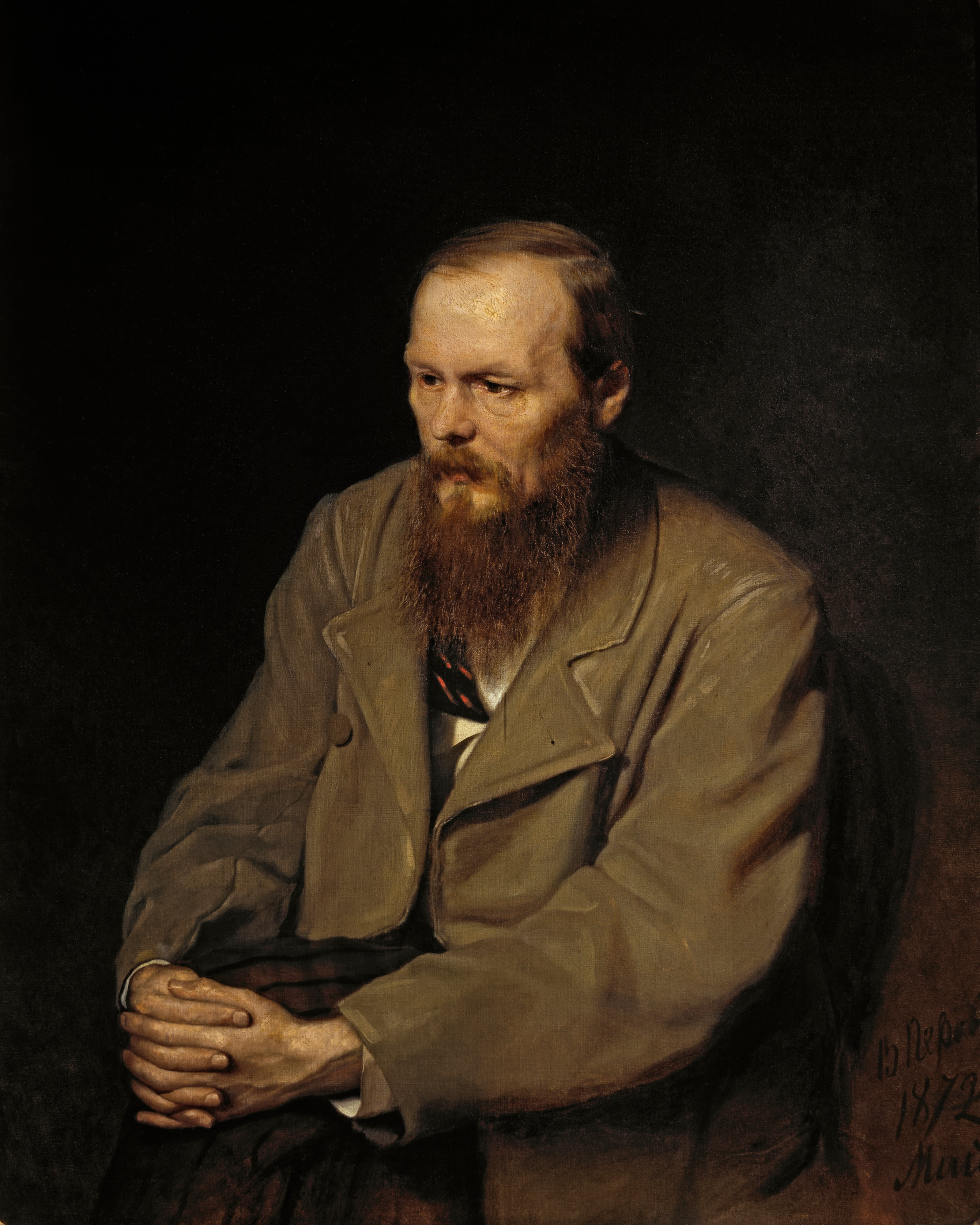
Retrat de Dostoievski, de Vassili Perov, 1872.
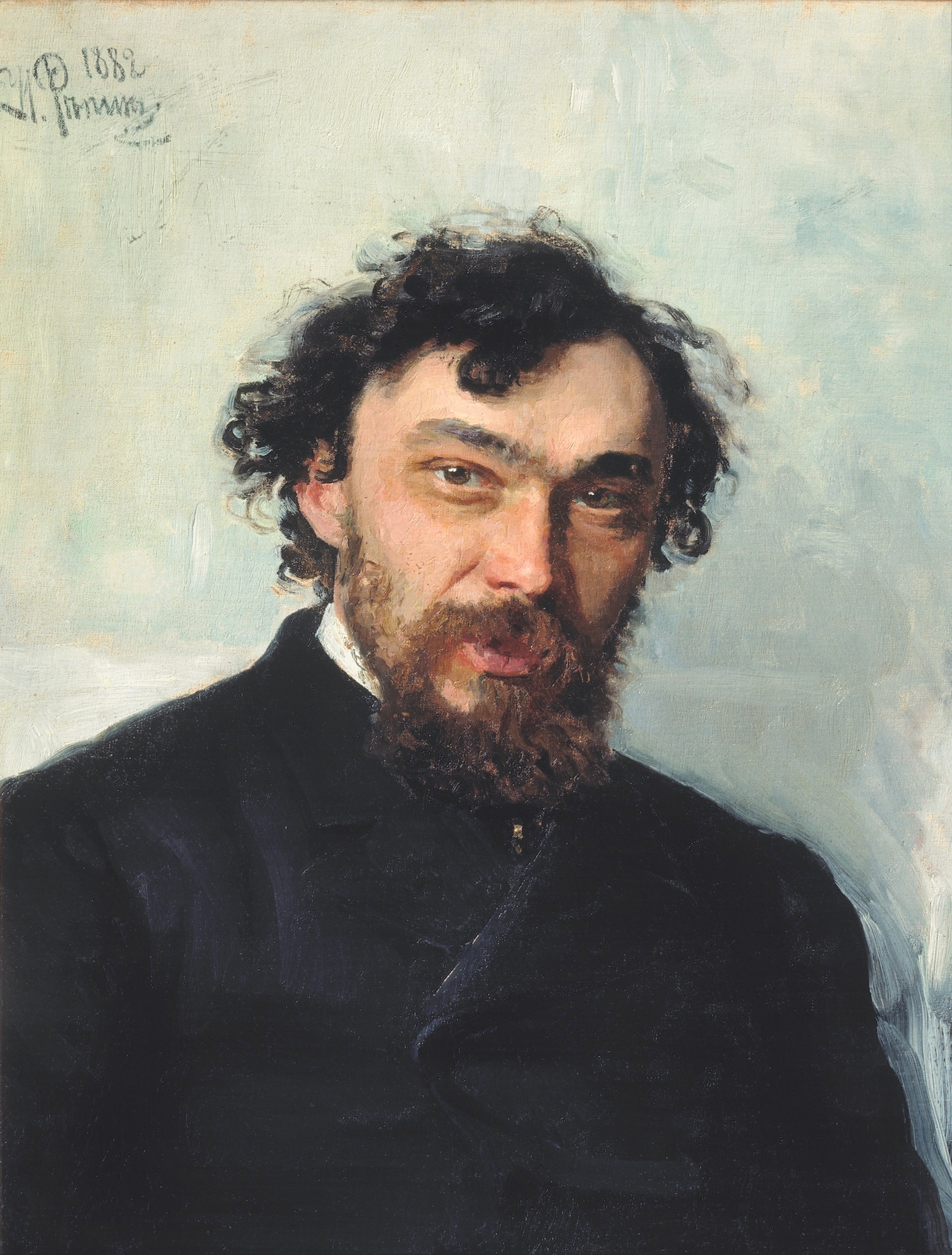
Retrat d'Ivan Pokhitonov, per Repin, 1882.

### Estats Units

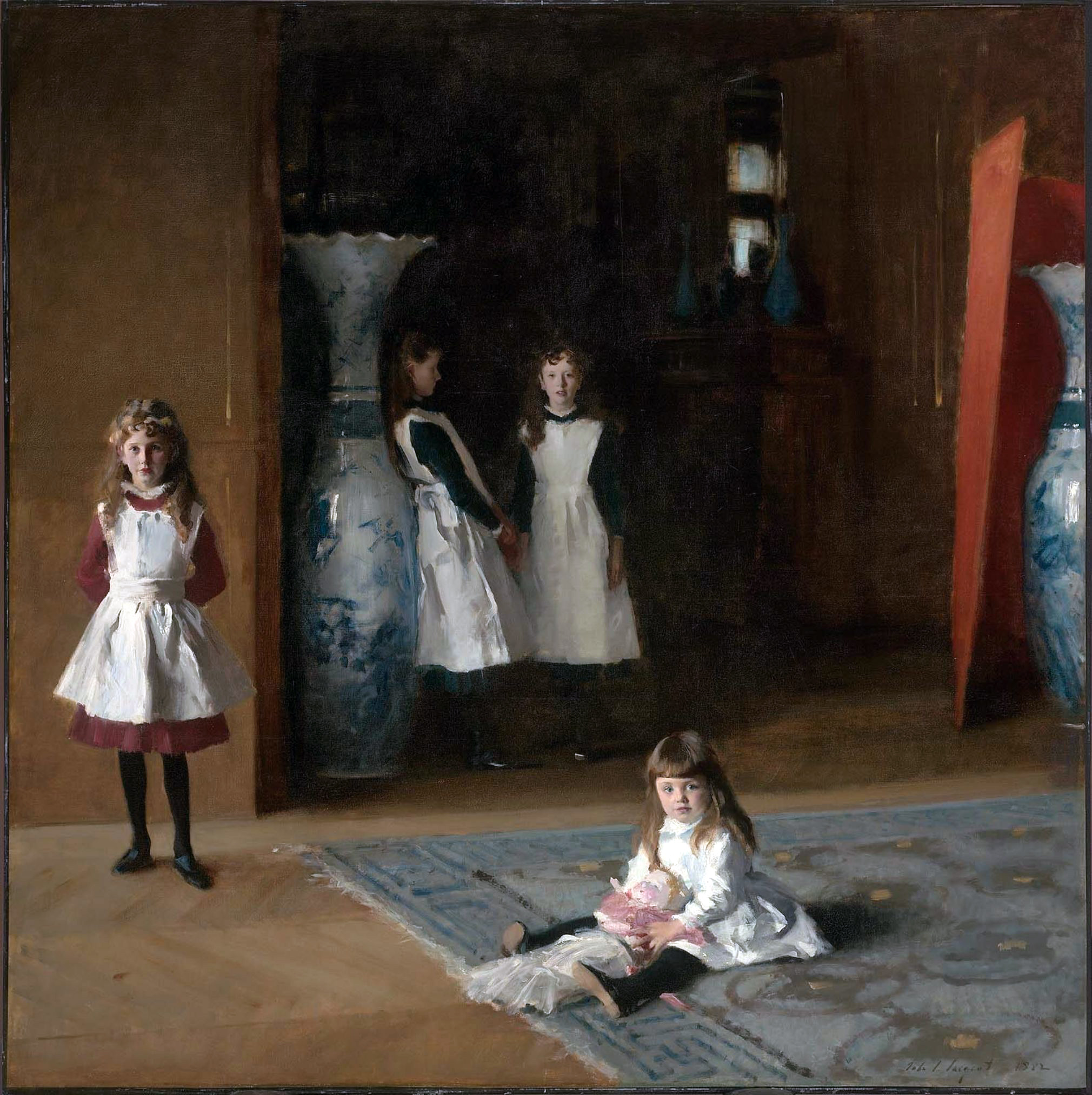
Les filles d'Edward Darley Boit, de John Singer Sargent, 1882.

A mitjan segle xix, hi ha una florida de l'escola nord-americana de pintura (escola del riu Hudson, els anomenats luministes nord-americans, el revival colonial), que va evolucionar més endavant cap a l'impressionisme (tonalisme, impressionisme nord-americà). L'equivocitat del terme realista fa que s'apliqui, a més d'aquests pintors de la segona meitat del XIX, a altra gent amb molt poc a veure amb ells, com els de l'anomenat realisme nord-americà de començaments del segle xx (escola Ashcan), així com al realisme genèric dels pintors de tradició academicista, entre els quals van destacar dos pintors nascuts als Estats Units, però que van desenvolupar la major part de la seva obra a Europa, i que, encara que es van relacionar amb el realisme, l'impressionisme i altres moviments posteriors, no es van identificar pròpiament amb cap d'ells: James McNeill Whistler i John Singer Sargent.

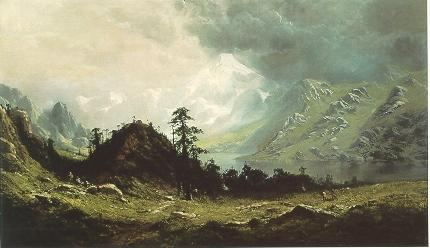
Campament indi a Cascades, de Ransome Gillett Holdridge (escola del Hudson).
Niagara Falls, de Frederic Edwin Church, 1857 (escola del Hudson).
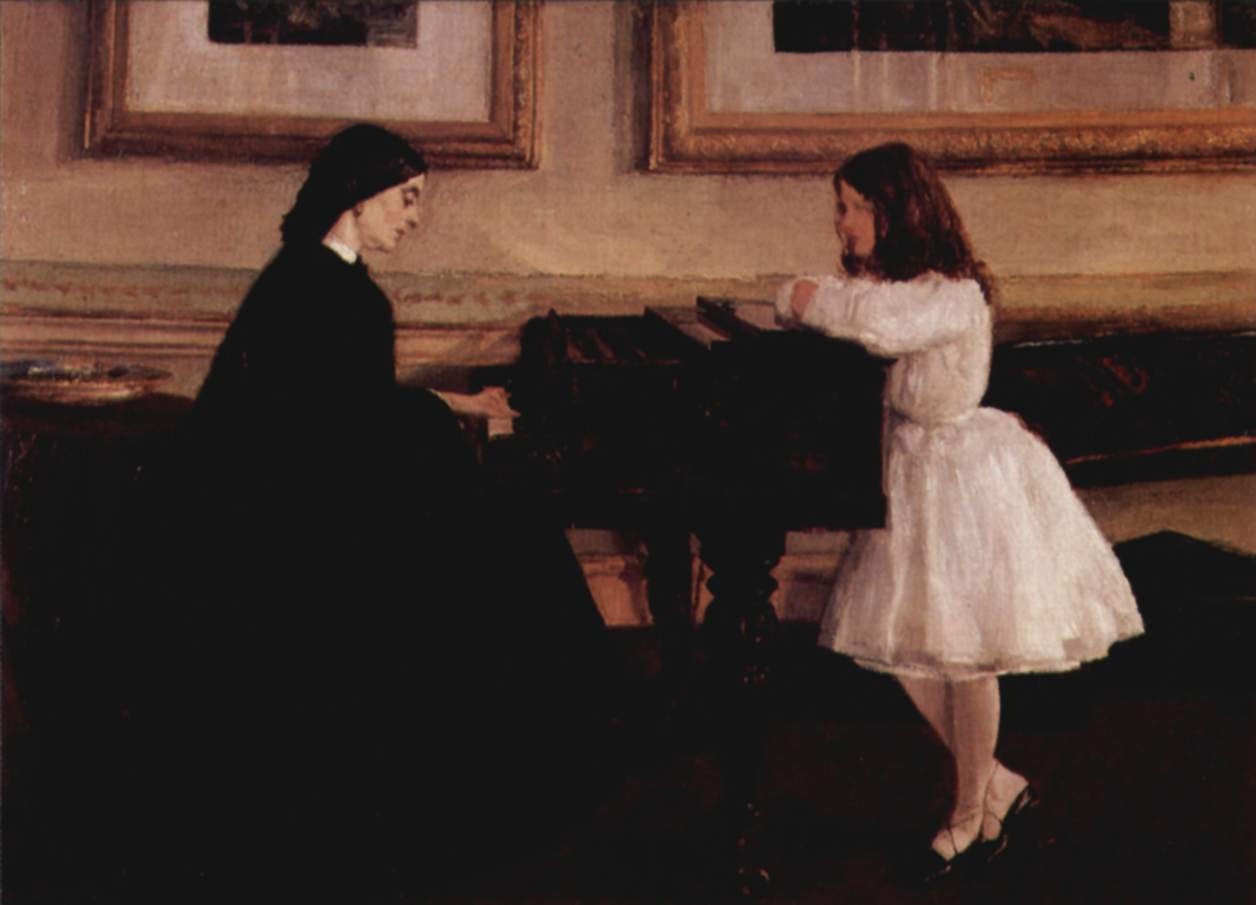
En Piano, de Whistler, 1858-1959.
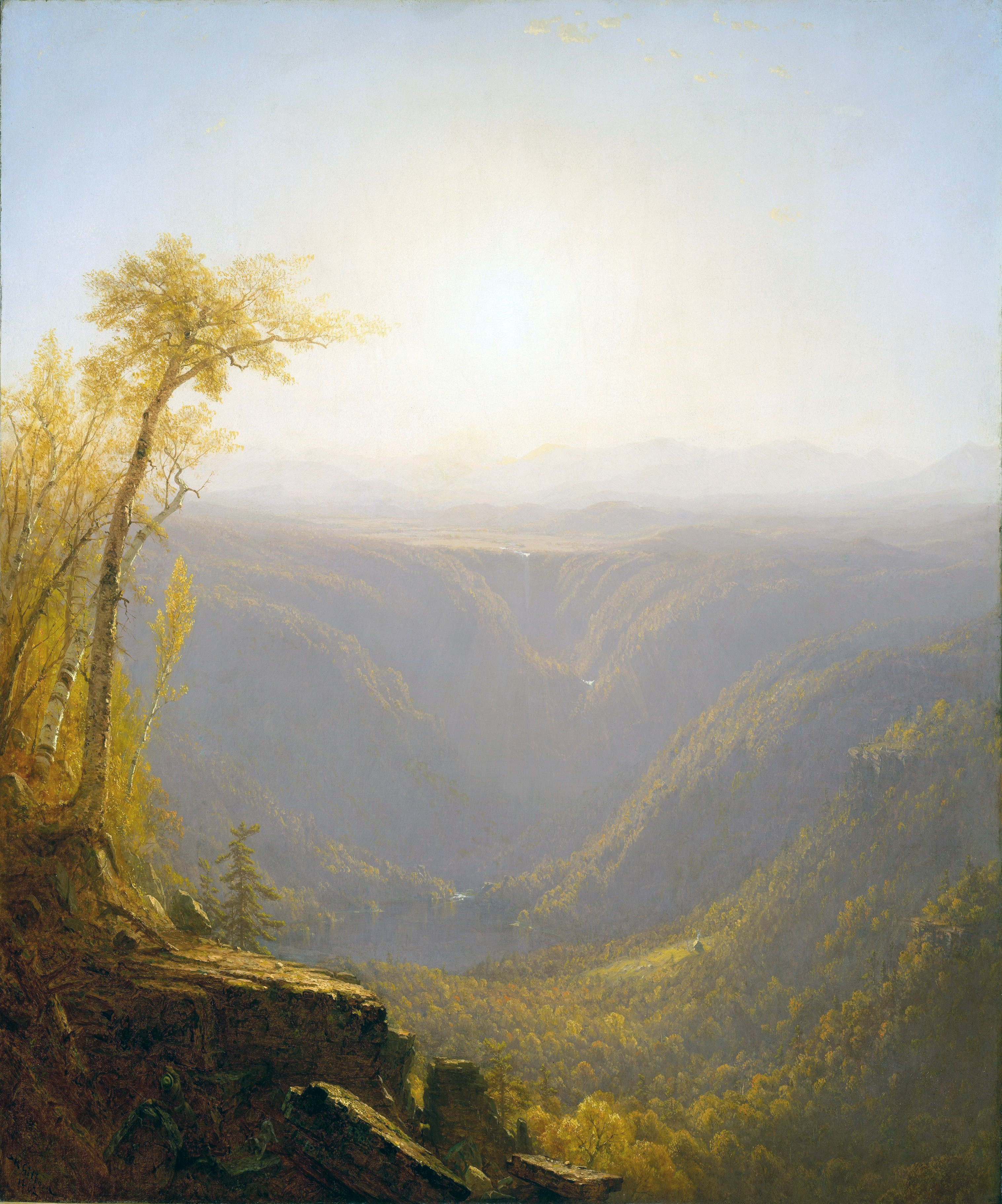
Congost a les muntanyes, de Sanford Robinson Gifford (luminista).
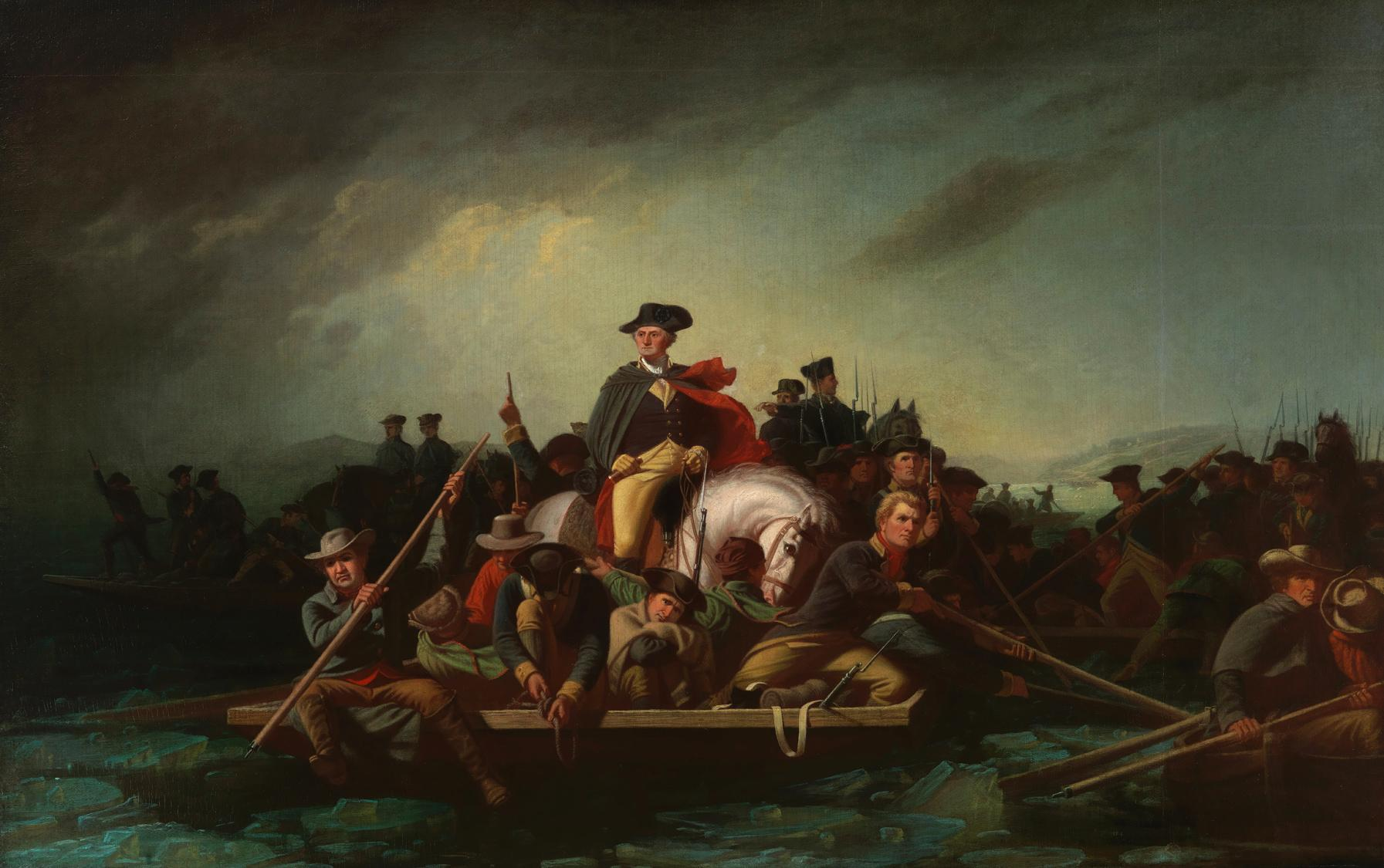
Washington creuant el Delaware, de George Caleb Bingham, 1856-1871 (pintura d'història). L'escena havia estat tractada anteriorment, en l'estètica romàntica, pel germanoestatunidenc Emanuel Gottlieb Leutze (Washington creuant el Delaware, 1851).

### Austràlia

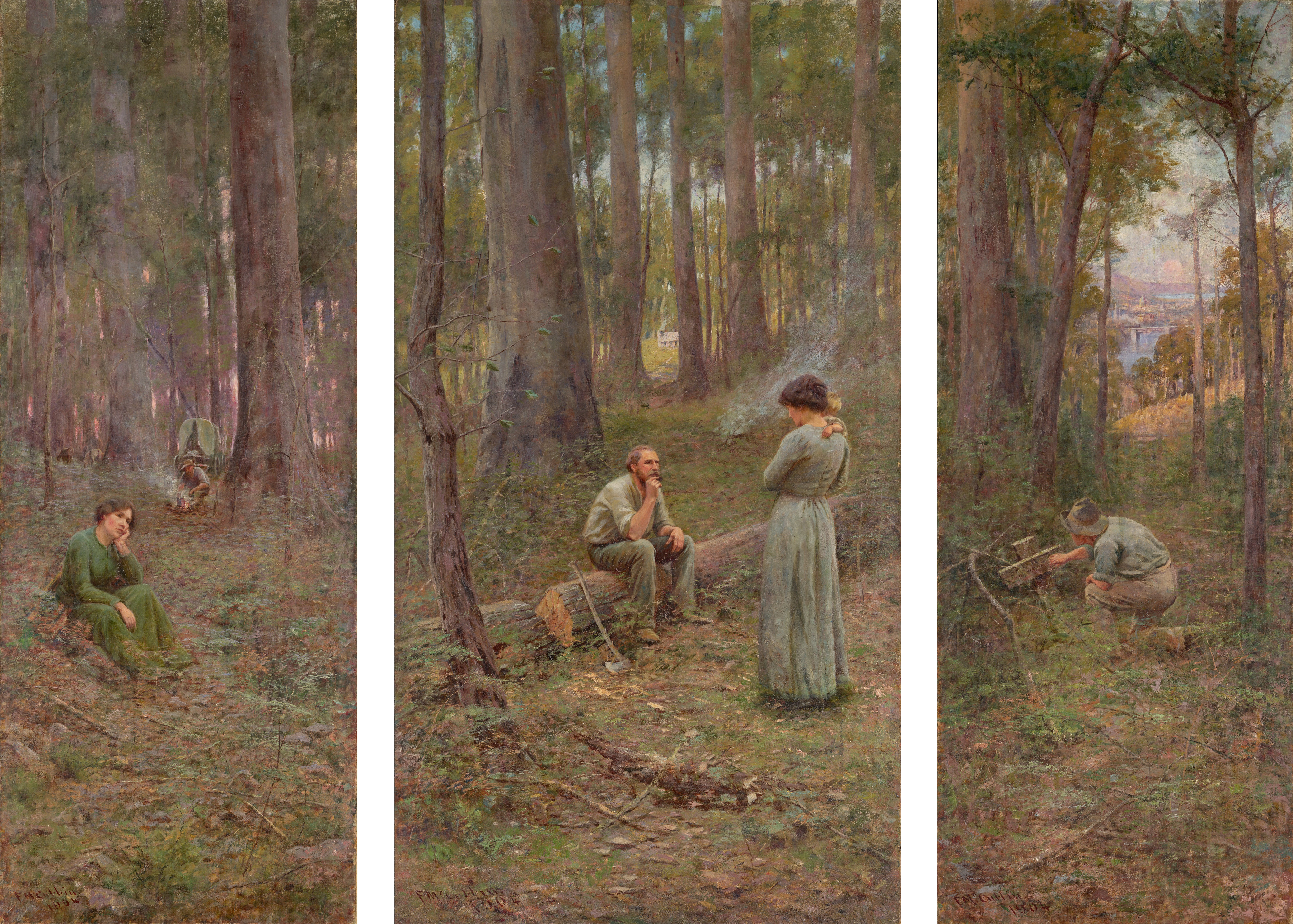
El pioner, de Frederick McCubbin, 1904.

Els pintors englobats a partir de 1891 en l'anomenada escola de Heidelberg, tot i ser identificats amb l'impressionisme australià, realitzen una obra més identificable amb la tradició paisatgista anterior.

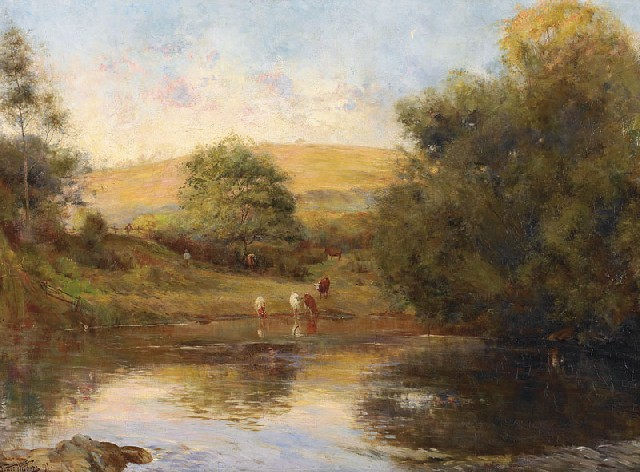
Després de la calor del dia, de Walter Withers, 1891.
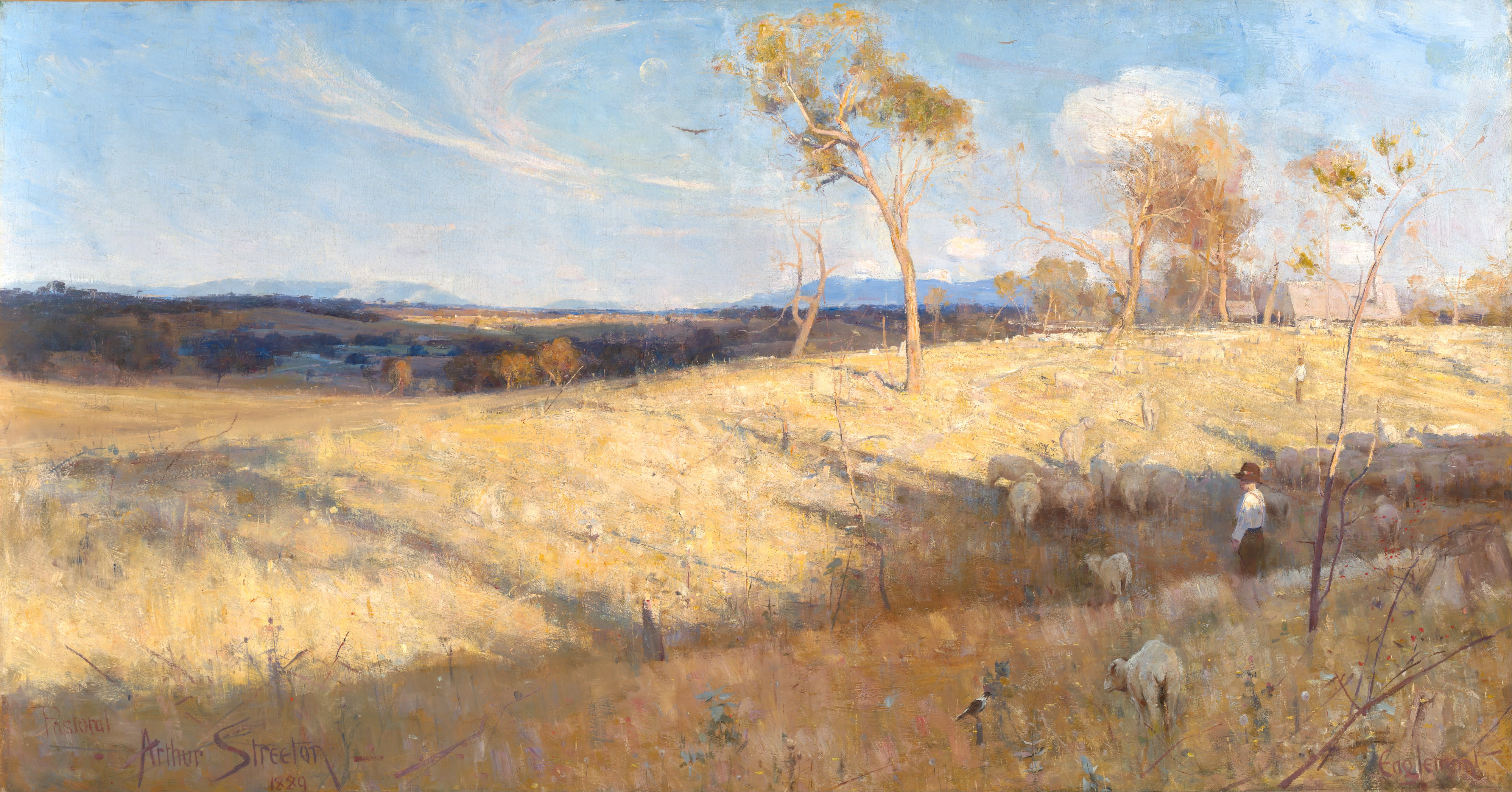
Estiu daurat, d'Arthur Streeton, 1889.

## Context històric
La definitiva implantació de la burgesia com a classe dominant la fa passar de revolucionària a conservadora. Les causes de 1789 van quedar superades pel gaudi de l'èxit econòmic i dels plaers de la vida.
L'objectiu de l'artista és despertar l'adormida consciència social sobre els terribles problemes socials de la industrialització: treball infantil i femení, jornades laborals interminables, depauperació, condicions insalubres de les ciutats industrials, desarrelament de l'emigració rural, etc.
El desencant amb la reconducció conservadora de la revolució de 1848, que va acabar implantant el Segon Imperi Francès de Napoleó III, van portar els artistes a centrar-se en la causa social. La Comuna de París (1871) va ser una nova oportunitat de fer-los passar al primer pla de l'activitat política.

## Context filosòfic
Auguste Comte elaborava la filosofia del positivisme, que proposava com a única font de coneixement l'observació i l'experiència. Els avenços de la ciència i la tècnica van fomentar la formulació d'una doctrina optimista, la del progrés social. En comptes de somiar amb la millora de la vida, cal partir de la realitat. L'ésser humà és representat en les seves tasques normals i el tema de la fatiga es converteix en motiu d'inspiració.

## Context ideològic

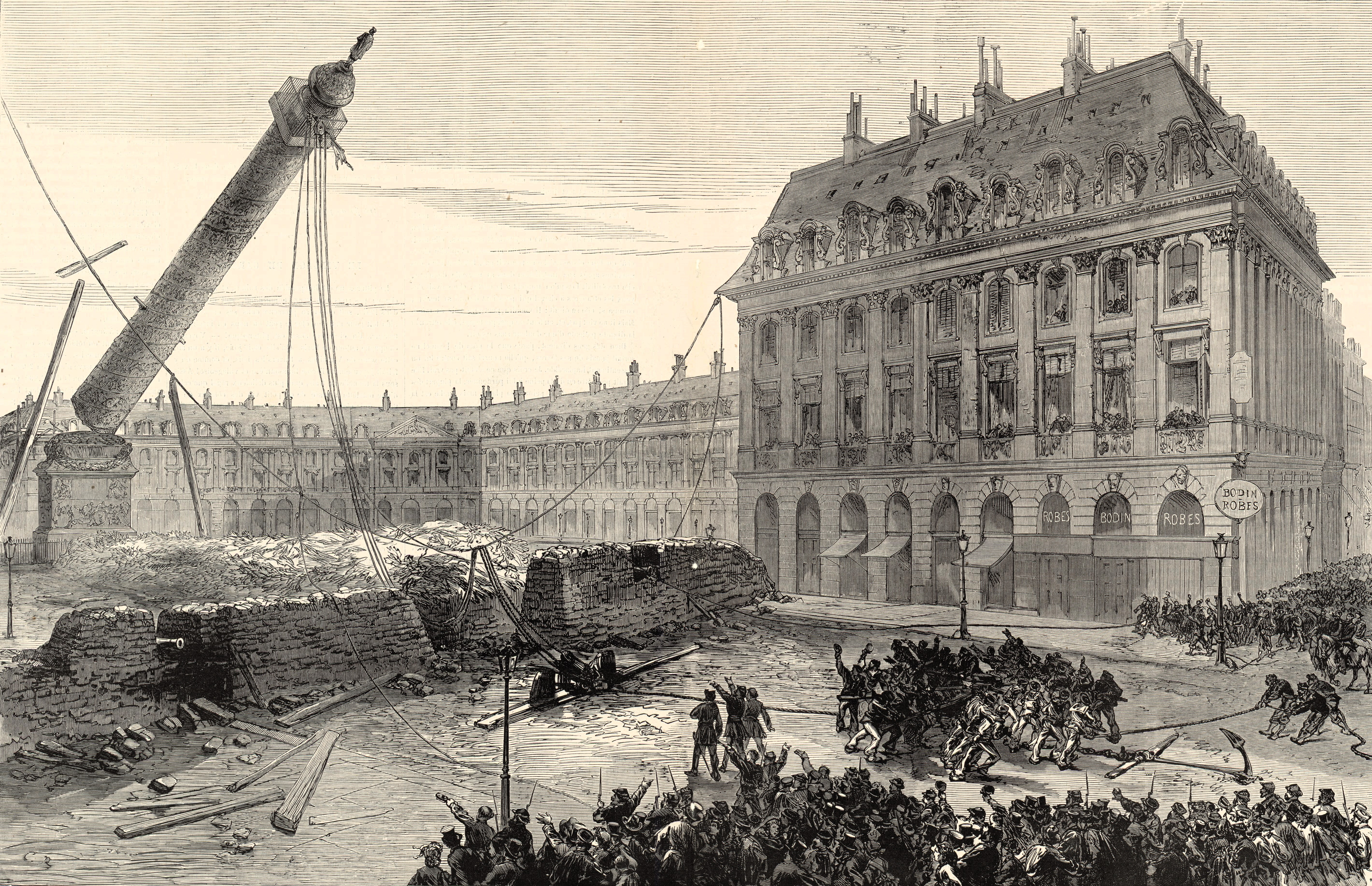
Destrucció de la Columna Vendôme, durant la Comuna de París (1871). El responsable cultural de la comuna era precisament Courbet, que va ser processat pel fet.

El realisme es va vincular les idees socialistes més o menys definides. Encara que amb clares diferències entre els diversos autors, en general s'aprecia un interès per la situació de les classes més desfavorides de la societat sorgida de la Revolució industrial. Alguns adopten una actitud absolutament compromesa amb els interessos del proletariat, participen en esdeveniments polítics del moment i fan un art combatiu; d'altres, mantenen una postura més moderada i endolceixen d'alguna manera la seva visió de la realitat.

## L'estètica realista
Els pintors realistes francesos de mitjan segle xix van compartir una estètica basada en la representació directa de la realitat. La manera com es materialitzava aquest principi bàsic va variar des de la cruesa objectiva de Courbet fins a la simplificació gràfica de Daumier, passant pel filtre idealista de Millet. En qualsevol cas, tots compartien la radicalitat dels temes: davant la transcendència que concedien al tema el romanticisme i l'academicisme, els realistes entenien que no hi ha temes banals i que, en conseqüència, qualsevol qüestió pot ser objecte d'interès pictòric.
Aquest plantejament té una enorme importància en un moment en què la pintura està sotmesa a les regles de la crítica oficial: els temes, les actituds, les composicions i, fins i tot,les mesures dels quadres s'han d'ajustar a aquests rígids criteris. Davant aquesta situació, els pintors realistes defensen una pintura sense argument, una captació simple de la realitat, en la qual el fonamental és la manera com es representa la imatge, i no el seu desenvolupament narratiu.
El realisme és un terme confús i de molt difícil definició pel que fa a les arts plàstiques. En general, només al·ludeix a una certa actitud de l'artista enfront de la realitat, en la qual la plasmació d'aquesta no ha de ser necessàriament còpia o imitació, encara que sí que ha d'ajustar-se a una certa versemblança. Els realistes intentaven plasmar objectivament la realitat, representar el món del moment d'una manera verídica, objectiva i imparcial. No podien idealitzar. L'única font d'inspiració en el seu art havia de ser la realitat, i no podien admetre cap mena de bellesa preconcebuda. L'única bellesa vàlida havia de ser la que subministrava la realitat i ells, com artistes, havien de reproduir aquesta realitat sense embellir-la. Cada ésser o objecte té la seva bellesa peculiar, que és la que havien descobert.
La característica principal de la seva estètica és la reflexió sobre la realitat, sense idealitzar ni la societat, ni la natura, ni el passat, com ho havia fet el romanticisme. Van deixar de banda els temes sublims i es van centrar en la vida quotidiana. El romanticisme i la seva idealització de la història, de la societat, i sobretot de la naturalesa, que feien que el tractament en fos un motiu d'evasió, va donar pas a l'interès per la realitat en si mateixa.